# FC Everton
Der Everton F.C. (offiziell Everton Football Club) – auch bekannt als The Toffees oder The Blues – ist ein englischer Fußballverein aus Liverpool. Mit neun Meisterschaften, fünf FA-Cup-Siegen und einem Erfolg im Europapokal der Pokalsieger ist der Klub einer der erfolgreichsten englischen Fußballvereine. Der 1878 gegründete Klub spielt aktuell in der Premier League und hat als Gründungsmitglied der Football League bei lediglich vier zweitklassigen Jahren bis heute mehr Zeit in der höchsten englischen Liga verbracht als jeder andere Verein.
Die erste „goldene Ära“ fiel in die Zeit von Dixie Dean, des wohl renommiertesten Spielers des FC Everton, und brachte zwischen 1928 und 1939 drei Meisterschaften und einen Pokaltriumph. Nach einer letzten Hochphase Mitte der 1980er-Jahre – mit zwei weiteren Meistertiteln und der europäische Pokalsiegertrophäe 1985 – ist der FA-Cup-Sieg von 1995 der bislang letzte große Erfolg des Vereins.
Mit dem 1892 gegründeten und in derselben Stadt beheimateten FC Liverpool verbindet den FC Everton eine traditionsreiche Rivalität, die aus einer Abspaltung im Anschluss an einen Streit um die Miethöhe des Anfield-Stadions entstand. Seitdem trugen die „Toffees“ ihre Heimspiele im Goodison Park aus, während die „Reds“ in Anfield ihre Heimat fanden. Die Duelle zwischen beiden Vereinen sind als „Merseyside Derby“ bekannt.

## Geschichte

### Frühzeit (1878–1888)
Die Wurzeln des FC Everton liegen in einer methodistischen Kirchengemeinde der New Connexion, die 1865 von Liam Jones gegründet worden war und sich drei Jahre später zum Bau einer Kirche in der Liverpooler Region entschlossen hatte. Im Jahr darauf erstand die Gemeinde zwischen St. Domingo Vale und St. Domingo Grovean an der Breckfield Road North etwas Land, das in der Nähe des Bezirks Everton lag, der selbst wiederum 1835 Teil der Stadt Liverpool geworden war.
Sechs Jahre nach der Gründung der neuen Kirche St. Domingo Methodist Church wurde Reverend B.S. Chambers zum Pfarrer bestimmt, der für die Jugendgemeinde eine Cricketmannschaft ins Leben rief. Da Cricket nur im Sommer gespielt werden konnte, suchte die Gemeinschaft nach einem sportlichen Betätigungsfeld auch außerhalb der Cricket-Spielzeiten, und in Folge dieser Überlegungen entstand 1878 der „St. Domingo Football Club“. Sofort und über die Kirchengrenzen hinweg zog der Verein Interessenten an und entschloss sich schnell für eine Umbenennung des Klubnamens. Bei der Festlegung auf den „Everton Football Club“ orientierte man sich während der Versammlung im Queen’s Head Hotel im November 1879 an dem gleichnamigen Bezirk, in dem man die sportliche Heimat gefunden hatte.
Nach einem 6:0-Sieg im ersten offiziellen Spiel am 20. Dezember 1879 gegen eine Mannschaft mit dem Namen St. Peter’s betätigte sich der FC Everton, der in blauweiß gestreiften Hemden antrat, in kleineren einheimischen Pokalwettbewerben, und schnell wurde klar, dass die anfängliche Spielstätte im Südosten des Stanley Park ungeeignet war, auf Dauer die häufig deutlich vierstelligen Zuschauerzahlen zu bewältigen, und zudem über eine ungenügende Rasenqualität verfügte. An der Priory Road fand die Mannschaft schließlich zur Saison 1883/84 ein neues Zuhause und der Klub konnte dort aufgrund der Abgeschlossenheit des Geländes erstmals Eintrittsgelder einnehmen. Da aber auch dort der Untergrund nicht zur Zufriedenheit war, organisierte John Houlding, ein einflussreicher Anhänger, ortsansässiger Brauereiunternehmer und späterer Vereinsvorsitzender, die Anmietung eines neuen Spielfelds an der Anfield Road, das sich im Besitz der Orrell-Brothers-Brauerei befand.
Ab September 1884 spielte der FC Everton in Anfield und nur ein Jahr später wurde aus dem ehemaligen Freizeitklub für jugendliche Kirchgänger ein Profiverein. Ermutigt durch die stetigen Erfolge in den einheimischen Pokalwettbewerben nahmen die „Blues“ in der Saison 1886/87 erstmals am nationalen Pokal („FA Cup“) teil. Dort unterlagen sie in Anfield bei ihrem Debüt gegen die schottischen Glasgow Rangers mit 0:1. Da die Bezahlung der eigenen Spieler gegen die Amateurstatuten des Fußballverbands FA („Football Association“) verstieß, kam es zu dieser Zeit regelmäßig zu nachträglichen Spielergebnisänderungen, Neuansetzungen und Disqualifikationen. Das führte dazu, dass der FC Everton in der Spielzeit 1887/88 insgesamt vier Partien gegen die Bolton Wanderers absolvierte. Im ersten Duell verlor der FC Everton, legte aber erfolgreich Einspruch wegen der fehlenden Spielberechtigung eines „Trotters“ ein. Nach zwei weiteren Spielen, die jeweils unentschieden endeten, setzte sich Everton letztlich im vierten Spiel durch. In der nächsten Runde unterlagen die Liverpooler Preston North End nicht nur mit 0:6. Im Anschluss disqualifizierte die FA den FC Everton vollständig aus dem Wettbewerb, was dazu führte, dass der FC Everton in der Saison 1888/89 dem FA Cup fernblieb.

### Gründungsmitglied der Football League (1888–1915)
| Der FC Everton in der Football League |      |       |        |             |
| Saison                                | Liga | Platz | Punkte | Torquotient |
| 1888/89                               | 1    | 8/12  | 20     | 0,761       |
| 1889/90                               | 1    | 2/12  | 31     | 1,625       |
| 1890/91                               | 1    | 1/12  | 29     | 2,172       |
| 1891/92                               | 1    | 5/12  | 28     | 1,000       |
| 1892/93                               | 1    | 3/16  | 36     | 1,451       |
| 1893/94                               | 1    | 6/16  | 33     | 1,579       |
| 1894/95                               | 1    | 2/16  | 42     | 1,640       |
| 1895/96                               | 1    | 3/16  | 39     | 1,535       |
| 1896/97                               | 1    | 7/16  | 31     | 1,088       |
| 1897/98                               | 1    | 4/16  | 35     | 1,231       |
| 1898/99                               | 1    | 4/18  | 38     | 1,171       |
| 1899/00                               | 1    | 11/18 | 33     | 0,959       |
| 1900/01                               | 1    | 7/18  | 37     | 1,310       |
| 1901/02                               | 1    | 2/18  | 41     | 1,514       |
| 1902/03                               | 1    | 12/18 | 32     | 0,957       |
| 1903/04                               | 1    | 3/18  | 43     | 1,844       |
| 1904/05                               | 1    | 2/18  | 47     | 1,750       |
| 1905/06                               | 1    | 11/20 | 37     | 1,061       |
| 1906/07                               | 1    | 3/20  | 45     | 1,522       |
| 1907/08                               | 1    | 11/20 | 36     | 0,906       |
| 1908/09                               | 1    | 2/20  | 46     | 1,439       |
| 1909/10                               | 1    | 10/20 | 40     | 0,911       |
| 1910/11                               | 1    | 4/20  | 45     | 1,389       |
| 1911/12                               | 1    | 2/20  | 46     | 1,095       |
| 1912/13                               | 1    | 11/20 | 37     | 0,889       |
| 1913/14                               | 1    | 15/20 | 35     | 0,836       |
| 1914/15                               | 1    | 1/20  | 46     | 1,617       |

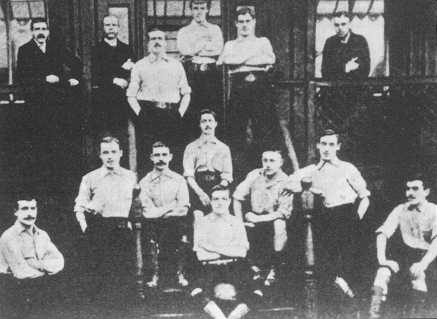
Die Mannschaft des FC Everton im Jahr 1891.

Die zunehmende Bedeutung des Fußballs vor allem in nordenglischen Industriestädten weckte den Bedarf nach einer nationalen Spielklasse, in der die bedeutendsten englischen Vereine zu dieser Zeit in jeweils einem Heim- und Auswärtsspiel gegeneinander innerhalb eines Jahres antreten sollten. Der FC Everton war 1888 eines der zwölf Gründungsmitglieder der neuen Football League und vor über 10.000 Zuschauern besiegte der FC Everton am Eröffnungsspieltag den FC Accrington am 8. September 1888 daheim mit 2:1. Am Ende der ersten Spielzeit sprang ein etwas enttäuschender achter Platz heraus. Aber bereits in der zweiten Saison 1889/90 errang die Mannschaft die Vizemeisterschaft und reduzierte den Punkteabstand zu dem damals als „unschlagbar“ geltenden Team von Preston North End von 20 auf 2. Mit dem Gewinn der ersten englischen Meisterschaft in der Spielzeit 1890/91 folgte der erste Titelgewinn. Der FC Everton schwang sich dadurch mit englischen Nationalspielern wie Alfred Milward und Edgar Chadwick auf der linken Seite, dem Abwehrspieler Johnny Holt und dem Mittelstürmer und Torjäger Fred Geary endgültig in die Führungsriege der englischen Spitzenfußballvereine auf.
Der Erfolg hatte jedoch auch negative Auswirkungen, da sich John Houlding, der zwischenzeitlich Anfield gekauft hatte, angesichts der zunehmenden Einnahmen des FC Everton im Frühjahr 1892 zu einer mehr als Verdopplung der Miete entschlossen hatte. Im Norden des Stanley Parks wurde die von George Mahon angeführte Vorstandsetage auf der Suche nach einer Alternative in der Nähe der Goodison Road fündig. Dort errichtete der Klub den neuen Goodison Park und weihte diesen bereits am 24. August 1892 ein. Die verbleibenden Vereinsangehörigen, die sich den „Rebellen“ beim Umzug in die neue Spielstätte nicht anschließen wollten, blieben in Anfield und hatten zwischenzeitlich unter der Führung von Houlding den FC Liverpool gegründet. Zum ersten Derby der beiden Vereine kam es in der Saison 1894/95, als der FC Everton gegen den Aufsteiger in die First Division vor 44.000 Zuschauern im Goodison Park mit 4:0 siegte und im Rückspiel in Anfield ein 2:2 erreichte. Obwohl diese Spielzeit dem FC Everton eine erneute Vizemeisterschaft einbrachte, machte der Klub außerhalb des Platzes oft negativ von sich reden. Zum einen wurden die Einnahmen eines Ligaspiels veruntreut und kurz danach kam es zu einem großen Tumult innerhalb der eigenen Anhängerschaft. Vorausgegangen war eine witterungsbedingte Spielabsage und obwohl den Zuschauern Freikarten für das Wiederholungsspiel zugesagt worden waren, begannen die Massen zu marodieren. Gemeinsam mit vier weiteren Vorstandsmitgliedern trat Mahon von seinem Vorsitzendenposten zurück und machte den Weg für William C. Cuff frei, der letztlich über 50 Jahre in Diensten den FC Everton stand und 1938 den Vorsitz der FA übernahm.
Sportliche Achtungserfolge erzielte der Verein in den Jahren 1893 und 1897 jeweils durch den Einzug ins FA-Cup-Endspiel. Dort verlor die Mannschaft zunächst mit 0:1 gegen die Wolverhampton Wanderers im Fallowfield Stadium – den entscheidenden Gegentreffer von Harry Allen per Weitschuss konnte Torhüter Richard Williams nach eigener Aussage wegen der blendenden Sonne nicht halten – und vier Jahre später mit 2:3 im Crystal Palace National Sports Centre gegen Aston Villa. Die beiden Treffer im zuletzt genannten Finale schossen die beiden Schotten Jack Bell und Dickie Boyle für die „Toffees“. Im Jahr 1905 verpasste der FC Everton den englischen Meistertitel (und damit das mögliche Double) unter unglücklichen Umständen. Der Klub hatte im April 1905 ein im November 1904 beim Stand von 3:1 für den FC Everton und nur noch 15 verbleibenden Minuten abgebrochenes Spiel gegen Woolwich Arsenal mit 1:2 verloren und damit statt der Meisterschaft nur den Vizetitel mit einem Punkt Abstand hinter Newcastle United errungen. Das FA-Cup-Halbfinale ging im Wiederholungsspiel mit 1:2 gegen Aston Villa verloren.
Der erste Titelgewinn im englischen Pokal gelang 1906. Im dritten Endspiel besiegte der FC Everton nach einem Tor von Sandy Young am 20. April 1906 Newcastle United im Crystal Palace mit 1:0, wobei der Triumph noch durch den vorhergegangenen Halbfinal-Sieg gegen den Erzrivalen FC Liverpool „versüßt“ worden war. Die Titelverteidigung im anschließenden Jahr misslang nur knapp aufgrund einer 1:2-Finalniederlage gegen The Wednesday. Den Treffer zum zwischenzeitlichen 1:1 hatte dabei Jack Sharp geschossen, der zu dieser Zeit englischer Nationalspieler sowohl im Fußball als auch im Cricket war (genauso wie Harry Makepeace). In den Reihen der beiden Finalmannschaften stand zudem mit Harold Hardman ein Amateur, der 1908 olympisches Gold für Großbritannien im eigenen Land holte.
Mit Bert Freeman stieß 1908 einer der zu dieser Zeit besten Mittelstürmer von Woolwich Arsenal zum FC Everton und bereits in seiner ersten Saison 1908/09 steuerte der Neuzugang 38 Tore zur Vizemeisterschaft bei. Dies bedeutete zudem einen neuen Ligarekord, der vor allem deswegen bis heute bemerkenswert ist, weil dieser vor der Änderung der Abseitsregel von 1925 zustande gekommen war und die üblichen Torquoten damals deutlich niedriger lagen. In der Spielzeit 1914/15 gewann der FC Everton nach 24 Jahren seine zweite englische Meisterschaft. In der letzten Saison vor dem Ausbruch des Ersten Weltkriegs distanzierte der Klub Oldham Athletic mit nur einem Punkt Differenz auf den zweiten Rang. Neben Harry Makepeace war neben Mannschaftskapitän Jimmy Galt vor allem der rechte Flügelspieler Sam Chedgzoy einer der damals spektakulärsten Spieler des Vereins, der mit seinen Flanken maßgeblich daran beteiligt war, dass der neue zentrale Stürmer Bobby Parker mit 35 Saisontoren den sechs Jahre zuvor von Freeman aufgestellten Rekord fast egalisierte.

### Zwischen den beiden Weltkriegen: Die Zeit von „Dixie“ Dean (1919–1939)
| Der FC Everton in der Football League |      |       |        |             |
| Saison                                | Liga | Platz | Punkte | Torquotient |
| 1919/20                               | 1    | 16/22 | 38     | 1,015       |
| 1920/21                               | 1    | 7/22  | 47     | 1,200       |
| 1921/22                               | 1    | 20/22 | 36     | 1,036       |
| 1922/23                               | 1    | 5/22  | 47     | 1,068       |
| 1923/24                               | 1    | 7/22  | 49     | 1,170       |
| 1924/25                               | 1    | 17/22 | 35     | 0,667       |
| 1925/26                               | 1    | 11/22 | 42     | 1,029       |
| 1926/27                               | 1    | 20/22 | 34     | 0,711       |
| 1927/28                               | 1    | 1/22  | 53     | 1,545       |
| 1928/29                               | 1    | 18/22 | 38     | 0,840       |
| 1929/30                               | 1    | 22/22 | 35     | 0,870       |
| 1930/31                               | 2    | 1/22  | 61     | 1,833       |
| 1931/32                               | 1    | 1/22  | 56     | 1,813       |
| 1932/33                               | 1    | 11/22 | 41     | 1,095       |
| 1933/34                               | 1    | 14/22 | 40     | 0,984       |
| 1934/35                               | 1    | 8/22  | 44     | 1,011       |
| 1935/36                               | 1    | 16/22 | 39     | 1,000       |
| 1936/37                               | 1    | 17/22 | 37     | 1,038       |
| 1937/38                               | 1    | 14/22 | 39     | 1,053       |
| 1938/39                               | 1    | 1/22  | 59     | 1,692       |

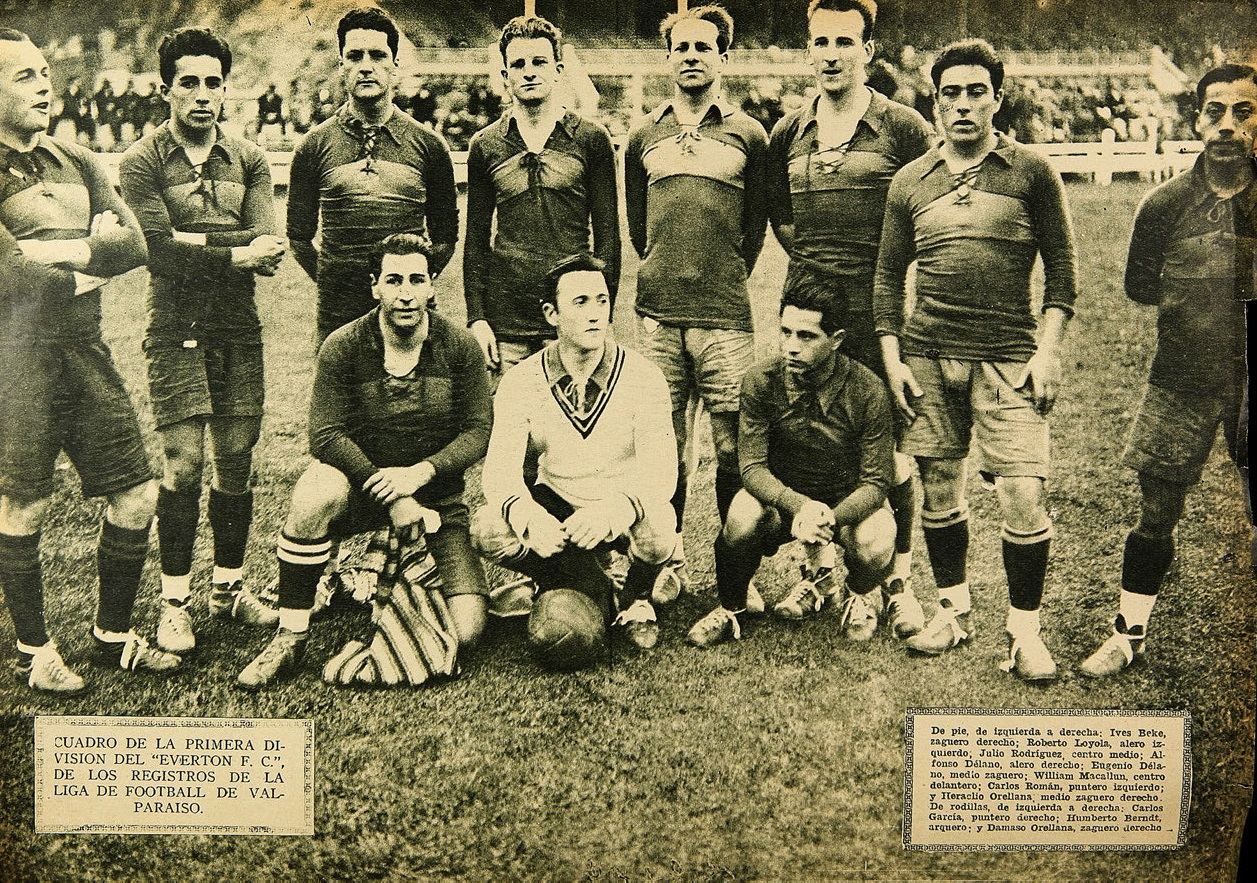
Die Mannschaft des FC Everton im Jahr 1927.

Nach der kriegsbedingten Unterbrechung kehrte der FC Everton mit einer spielerisch begabten Mannschaft auf die Bühne zurück – neben Sam Chedgzoy waren hier noch der Dribbelkünstler Bobby Irvine, der vielseitig einsetzbare Dicky Downs und der elegante Abwehrspieler Neil McBain zu nennen. Dennoch blieben bis weit in die 1920er-Jahre weitere Titelerfolge aus. Erst mit der Ankunft von William Ralph Dean, besser bekannt als „Dixie“ Dean, im Jahr 1925 entwickelte sich der Klub wieder zu einem englischen Spitzenverein. Dean hatte zuvor bereits für die Tranmere Rovers große Torjägerqualitäten gezeigt und im Schnitt pro Spiel einen Treffer erzielt, bevor es ihn dann über den Mersey zum FC Everton zog. Dort schoss er in seiner ersten Saison 1925/26 32 Meisterschaftstore in 38 Spielen. Obwohl er von einem Motorradunfall am 10. Juni 1926 lebensgefährliche Kopfverletzungen davontrug und 36 Stunden bewusstlos war, erholte er sich sehr schnell – bereits im Oktober 1926 köpfte er ein Tor in einem Spiel der Everton-Reservemannschaft – und nach weiteren 21 Treffern in 27 Partien der Saison 1926/27 schrieb er in der Spielzeit 1927/28 mit 60 Ligatoren in 39 Spielen Geschichte. Diese Bestmarke hat bis heute Gültigkeit, wurde also von noch keinem anderen englischen Erstligaspieler übertroffen, und sorgte dafür, dass er den FC Everton nahezu im Alleingang zur englischen Meisterschaft schoss. Weitere Schlüsselspieler in der Meistermannschaft waren Alec Troup und Ted Critchley, die einen Großteil der Dean-Tore vorbereiteten, und mit Warney Cresswell ein technisch versierter Außenverteidiger, dessen Vorstöße in die Offensive außergewöhnlich modern waren.
Völlig überraschend war dann in der Saison 1929/30 der Abstieg des FC Everton in die Second Division, also nur zwei Jahre nach dem Gewinn des englischen Meistertitels. Ein möglicher Grund lag in der vorherigen, auf Dean zugeschnittenen, Erfolgsformel, denn dessen Spielweise war körperlich anspruchsvoll und aufgrund seiner Verletzungsanfälligkeit kam er in einer Spielzeit häufig auf nur maximal 25 Einsätze. Nach dem Abstieg gelang mit Dean, der den Verein in die Zweitklassigkeit begleitet hatte, auf Anhieb der Wiederaufstieg und der Torjäger steuerte selbst erneut 39 Tore in 37 Spielen bei (insgesamt erzielten die „Toffees“ 128 Treffer). Der Aufsteiger gesellte sich sofort zu den Mannschaften in der Spitzengruppe und gewann letztlich im Jahre 1932 sogar die vierte Meisterschaft in seiner Vereinsgeschichte. Neben Dean, der erneut mit 45 Toren zum Titel beitrug, Critchley und Creswell war Torhüter Ted Sagar ein Garant des Erfolgs. Sagar sollte noch bis 1953 beim FC Everton blieben und war bis 1995 Rekordspieler in Hinblick auf die Ligaeinsätze. Daneben waren drei Schotten prägend für das Spiel des Meisterteams. Dazu zählte der körperlich robuste Jock Thomson auf der linken Halbposition im Mittelfeld, der später als Trainer von Manchester City kurz nach Ende des Zweiten Weltkriegs den deutschen Torhüter Bert Trautmann zur „Nummer 1“ berief und damit ein „sportpolitisches Erdbeben“ auslöste, sowie der rechte Halbstürmer James Dunn und der schussstarke Flügelspieler Jimmy Stein. Auf der linken Halbstürmerposition ergänzte mit „Tosh“ Johnson ein weiterer englischer Nationalspieler die effektive Offensivreihe des FC Everton.
Ein Jahr später folgte ein erneuter FA-Cup-Triumph. Im Finale schlug der Meister des Vorjahres Manchester City im Wembley-Stadion nach Toren von Jimmy Stein, Dixie Dean und James Dunn mit 3:0. Erstmals erhielten die Akteure offizielle Rückennummern mit den Zahlen von 1 bis 22 (dem FC Everton wurden die Zahlen 1 bis 11 und Manchester City die verbleibenden bis 22 zugewiesen). Dabei trug Dean das Trikot mit der Nummer 9, das später zum Symbol für einen Spieler auf der Mittelstürmerposition wurde. Den vorangegangenen Halbfinalsieg gegen den Zweitligisten West Ham United hatte sich die Mannschaft noch mit einem knappen 2:1-Sieg erzittern müssen, wobei Ted Critchley den entscheidenden Siegtreffer erzielte. Trotz dieses Verdienstes vertrat Albert Geldard Critchley auf der rechten Außenposition im Endspiel selbst. Mit dem trickreichen und antrittsschnellen Geldard, der in Bradford mit 15½ Jahren zum bis dato jüngsten Spieler der Football League geworden war, besaß der Verein einen weiteren neuen Starspieler in den eigenen Reihen und Cliff Britton prägte als einer der besten Spielmacher zu dieser Zeit darüber hinaus den technischen Stil der Mannschaft.
In der Folgezeit dominierte der FC Arsenal die englische Meisterschaft und entwickelte sich zum Seriensieger. Zu Geldard und Britton gesellte sich beim FC Everton währenddessen der Nordire Jackie Coulter auf der linken Flügelposition und gemeinsam bestritten sie für den FC Everton eines der spektakulärsten FA-Cup-Spiele in der Geschichte des Wettbewerbs. Beim 6:4-Heimsieg im Januar 1935 in der vierten Runde gegen den FC Sunderland erzielte Geldard zwei Tore kurz vor Ende der Verlängerung. Mit Tommy Lawton verpflichtete der FC Everton im Frühjahr 1937 ein 17-jähriges Talent vom FC Burnley, das in die Fußstapfen von Dixie Dean trat, der sich wiederum im „Herbst seiner Karriere“ befand. Überraschend schnell füllte Lawton die Lücke auf der Mittelstürmerposition, die Dean hinterließ, schoss 34 Tore in der Saison 1938/39 und rückte im Alter von nur 19 Jahren in die englische Nationalmannschaft auf. So gewann das Team seine fünfte englische Meisterschaft. Neben Lawton standen in den Reihen der Mannschaft noch Spieler wie Joe Mercer und T. G. Jones, die der Mannschaft auch ohne Dean ihren Stempel aufdrückten. Während Mercer auf der linken Halbposition im Mittelfeld ein wichtiger Kreativspieler war, gehörte Jones als „Ausputzer mit spielerischen Qualitäten“ zu den Defensivstützen. Die linke Seite komplettierten der kleine und dribbelstarke Flügelspieler Walter Boyes sowie der Halbstürmer Alex Stevenson, während der schottische Flügelspieler Torry Gillick in der Regel die rechte Seite besetzte. Der Ausbruch des Zweiten Weltkrieges sorgte schließlich aber dafür, dass die so neu zusammengestellte Mannschaft keine Gelegenheit mehr zu einem weiteren Titelgewinn erhielt. Kurz zuvor hatte der FC Everton ab 1939 mit Theo Kelly erstmals – und als einer der letzten englischen Erstligavereine – explizit einen Trainer angestellt und damit die Mannschaftsaufstellungen nicht mehr in den Entscheidungsbereich einzelner Betreuer, Vereinsfunktionäre oder einem Komitee überlassen.

### Sportliche Krisenzeiten (1946–1961)
| Der FC Everton in der Football League |      |       |        |             |
| Saison                                | Liga | Platz | Punkte | Torquotient |
| 1946/47                               | 1    | 10/22 | 43     | 0,925       |
| 1947/48                               | 1    | 14/22 | 40     | 0,788       |
| 1948/49                               | 1    | 18/22 | 37     | 0,651       |
| 1949/50                               | 1    | 18/22 | 34     | 0,636       |
| 1950/51                               | 1    | 22/22 | 32     | 0,558       |
| 1951/52                               | 2    | 7/22  | 44     | 1,103       |
| 1952/53                               | 2    | 16/22 | 38     | 0,947       |
| 1953/54                               | 2    | 2/22  | 56     | 1,586       |
| 1954/55                               | 1    | 11/22 | 42     | 0,912       |
| 1955/56                               | 1    | 15/22 | 40     | 0,797       |
| 1956/57                               | 1    | 15/22 | 38     | 0,772       |
| 1957/58                               | 1    | 16/22 | 37     | 0,867       |
| 1958/59                               | 1    | 16/22 | 38     | 0,816       |
| 1959/60                               | 1    | 15/22 | 37     | 0,936       |
| 1960/61                               | 1    | 5/22  | 50     | 1,261       |

Die erfolgversprechende Vorkriegsgeneration brach auseinander. Vor allem der Wechsel von Tommy Lawton zum FC Chelsea im Jahr 1946 für die Rekordsumme von 11.500 Pfund wog schwer, aber auch Joe Mercer wurde nach Meinungsverschiedenheiten mit Trainer Theo Kelly an den FC Arsenal verkauft, wo dieser die Meisterschaft und den FA Cup gewann. Der zu dieser Zeit finanzschwache Verein schlitterte unter der Leitung von Cliff Britton in eine Krise, die zum Ende der Saison 1950/51 mit dem zweiten Abstieg in die Zweitklassigkeit ihren Tiefpunkt fand (die Verabschiedung am letzten Spieltag geriet mit einer deutlichen 0:6-Niederlage gegen Mitabsteiger Sheffield Wednesday gar zu einer „Demütigung“). Im Gegensatz zum ersten Fall in die Second Division, der als Unfall angesehen werden konnte und mit dem souveränen Wiederaufstieg umgehend repariert wurde, war der Abstieg nun Ausdruck eines sportlichen Niedergangs. Der Klub verblieb drei Jahre in der Second Division, bis der Gewinn der Zweitligavizemeisterschaft im Jahr 1954 die Rückkehr in die First Division ermöglichte. In einem spannenden Saisonfinale hatte man diese aber erst am letzten Spieltag durch einen 4:0-Auswärtssieg bei Oldham Athletic sichergestellt.
Obwohl in die unmittelbare Nachkriegszeit keine Titelgewinne fielen, brachte der Verein einige bedeutende Spieler hervor. Die beiden Iren Tommy Eglington und Peter Farrell entwickelten sich zu Publikumslieblingen und vor allem Farrell prägte bis 1957 als langjähriger Kapitän die Mannschaft des FC Everton. Im Angriff standen Eddie Wainwright und insbesondere der Mittelstürmer Dave Hickson für die neue Generation, die jedoch die große Stürmertradition von Dean und Lawton nicht fortführen konnten. Die wenigen Höhepunkte waren einzelne Pokalspiele in den 1950er-Jahren, wie beispielsweise ein 2:1-Sieg gegen Manchester United, als Hickson trotz einer klaffenden Kopfwunde das entscheidende Tor erzielte. Als weiterer Achtungserfolg galt 1956 ein 5:2-Ligasieg im Old Trafford, womit eine lang anhaltende Serie ungeschlagener Spiele von Manchester United endete. Zum Ende dieser Phase ragte mit Bobby Collins ein neuer Führungsspieler aus der Mannschaft des FC Everton heraus, der als Mittelfeldregisseur den Grundstein für bessere Zeiten in den 1960ern legte.

### Die „Harry-Catterick-Ära“ (1961–1973)
| Der FC Everton in der Football League |      |       |        |             |
| Saison                                | Liga | Platz | Punkte | Torquotient |
| 1961/62                               | 1    | 4/22  | 51     | 1,630       |
| 1962/63                               | 1    | 1/22  | 61     | 2,000       |
| 1963/64                               | 1    | 3/22  | 52     | 1,313       |
| 1964/65                               | 1    | 4/22  | 49     | 1,150       |
| 1965/66                               | 1    | 11/22 | 41     | 0,903       |
| 1966/67                               | 1    | 6/22  | 48     | 1,413       |
| 1967/68                               | 1    | 5/22  | 52     | 1,675       |
| 1968/69                               | 1    | 3/22  | 57     | 2,139       |
| 1969/70                               | 1    | 1/22  | 66     | 2,118       |
| 1970/71                               | 1    | 14/22 | 37     | 0,900       |
| 1971/72                               | 1    | 15/22 | 36     | 0,771       |
| 1972/73                               | 1    | 17/22 | 37     | 0,837       |

In den 1960er-Jahren erlebte der Verein eine Phase, die als „zweite goldene Ära“ in die Vereinsgeschichte einging. Mit der Verpflichtung des neuen Trainers Harry Catterick, der zum Ende der 1940er Jahre bereits als Stürmer beim FC Everton aktiv gewesen war, überwand der FC Everton ab 1961 seine sportliche Stagnation. Noch enger verbunden mit dem künftigen Erfolg der „Toffees“ war jedoch John Moores, der als neuer Vereinsvorsitzender einen beträchtlichen Teil seines Privatvermögens in neue Spieler investierte. Die neue Klubpolitik trug bereits in der Saison 1962/63 Früchte, als das Team nach 24 Jahren ohne Titel die sechste Meisterschaft für den FC Everton gewann, erstmals ohne ein einziges Heimspiel zu verlieren. Die Blues trotzten dabei auch einer Spielzeit, die von vielen Spielausfällen geplagt war, da der Goodison Park seit kurzem über eine Rasenheizung verfügte. Dadurch war der Spielrhythmus einigermaßen geregelt und entwickelte sich somit zu einem Vorteil für den FC Everton. Ein wichtiger Spieler der neuen Meistergeneration war in der Abwehr Brian Labone, der aus der eigenen Jugend gekommen war und mit seinen Führungsqualitäten die Verteidigung organisierte. Vor dem neuen Torhüter Gordon West, der erst 1962 vom FC Blackpool engagiert worden war, entwickelten sich zudem noch Alex Parker als Außenverteidiger und der spätere Trainer Jimmy Gabriel auf der rechten Halbposition als „Arbeitsbiene“ im Mittelfeld zu den Stützen. Für die Offensive zeichnete der Kreativspieler Tony Kay, der erst zur Saisonmitte verpflichtet worden war, verantwortlich und im Angriff war neben dem Halbstürmer Dennis Stevens noch Johnny Morrissey zu nennen, der vom Lokalrivalen FC Liverpool gekommen war. Eine weitere Verstärkung war im Februar 1963 Alex Scott von den Glasgow Rangers, der auf der rechten Flügelposition Billy Bingham ersetzte. Die neuen „Stars“ waren aber die beiden Torjäger Alex Young und Roy Vernon. Während der Schotte Young mit 23 Toren in den Partien selbst häufig unauffällig blieb und ein technisches Spiel betrieb, fielen die 24 Treffer des walisischen Nationalmannschaftskapitäns Vernon häufig aus nahezu unmöglichen Positionen.
Das Debüt des Vereins im Europapokal der Landesmeister endete zu Beginn der folgenden Spielzeit 1963/64 mit einer Enttäuschung, wenngleich in der ersten Runde bereits der spätere Sieger Inter Mailand wartete und sich nur knapp nach einem 0:0 im Goodison Park mit 1:0 in San Siro durchsetzte. Der nächste Höhepunkt fand im Weltmeisterschaftsjahr 1966 statt, als die „Blues“ mit einem 1:0-Sieg gegen den Vorjahresmeister Manchester United erstmals nach 33 Jahren wieder ein FA-Cup-Endspiel erreichten. Im Mittelfeld zog Colin Harvey die Fäden, während auf der linken Abwehrseite mit Ray Wilson ein späterer Weltmeister agierte. Ein neues Gesicht im Sturmzentrum war der englische Nationalspieler Fred Pickering, der für die Rekordablösesumme von 85.000 Pfund von den Blackburn Rovers verpflichtet worden war und den in die Jahre gekommenen Vernon ersetzte. Im Finale selbst verzichtete Catterick überraschend auf Pickering, da dieser zu Saisonende mit Verletzungen zu kämpfen hatte. Die höchst umstrittene Entscheidung zugunsten des nahezu unbekannten Mike Trebilcock zahlte sich jedoch aus. Nachdem der Gegner Sheffield Wednesday in der zweiten Halbzeit bereits mit 2:0 vorne lag, egalisierten zwei Treffer von Trebilcock die Partie zwischenzeitlich, bevor dann der Flügelspieler Derek Temple für das entscheidende 3:2 sorgte. Nach 1906 und 1933 hatten die Toffees somit (erst) zum dritten Mal den FA Cup gewonnen.
Im Anschluss an das Weltmeisterschaftsturnier investierte der FC Everton weitere 110.000 Pfund in den Kauf von Alan Ball und durchbrach damit erneut die Transferrekordmarke. Gemeinsam mit dem technisch begabten Howard Kendall, der im März 1967 von Preston North End kam, bildete er mit Colin Harvey eine der bekanntesten kreativen Mittelfeldreihen in der Geschichte des englischen Fußballs (sie galten vielfach als „Los Tres Magníficos“ („die drei Großartigen“) und „Holy Trinity“ („heilige Dreifaltigkeit“)). Die Mannschaft war stets auf den oberen Plätze in der Liga zu finden und erreichte 1968 nach einem 1:0-Sieg gegen Leeds United erneut ein FA-Cup-Endspiel. Dieses endete jedoch enttäuschend, als Jeff Astle in der Verlängerung das einzige Tor für West Bromwich Albion erzielte und sich damit für eine deutliche 2:6-Heimniederlage in der Meisterschaft revanchierte. Spannende Ligaduelle lieferte sich der FC Everton fortan vor allem mit Leeds United, wobei der Meister von 1969 mit den im Mittelfeld körperbetont spielenden Billy Bremner und Johnny Giles einen Kontrapunkt zu dem technisch orientierten Passspiel der Toffees bildete. Mit der Hilfe des neuen Torjägers und späteren Trainers Joe Royle, der in der Saison 1968/69 seinen Durchbruch gefeiert hatte, distanzierte die Mannschaft den Zweitplatzierten Leeds United um neun Punkte und gewann 1970 erneut den englischen Meistertitel. Rückgrat dieses Teams waren weiterhin in der Abwehr die „Dauerbrenner“ Gordon West, Brian Labone und Johnny Morrissey, die bereits ihre zweite englische Meisterschaft einfuhren, aber auch Tommy Wright war mittlerweile auf der rechten Verteidigerposition ein wichtiger Bestandteil geworden. Wie Linksverteidiger Keith Newton, der im Dezember 1969 von den Blackburn Rovers gekommen war und den Schotten Sandy Brown ersetzte, kam Wright sogar bei der anschließenden WM in Mexiko zum Einsatz (Briane Labone und Alan Ball waren darüber hinaus bereits feste Größen der englischen Auswahl zu dieser Zeit).
Der sportliche Niedergang dieser Everton-Generation setzte unerwartet schnell ein. Ein möglicher Grund war der Fokus auf die zweite Teilnahme am europäischen Landesmeisterwettbewerb. Nach Siegen gegen ÍB Keflavík und Borussia Mönchengladbach musste sich das mit hohen Erwartungen gestartete Team aber schon im Viertelfinale Panathinaikos Athen aus Griechenland geschlagen geben. Neben der 1:2-Halbfinalniederlage gegen den FC Liverpool im FA Cup gestaltete sich der Ligaalltag enttäuschend und der FC Everton belegte in der Endtabelle der Saison 1970/71 nur Rang 14. Auch in der anschließenden Spielzeit 1971/72 gelang die Wende nicht und vor allem der Weggang des abwanderungswilligen Alan Ball zum FC Arsenal schwächte den Verein nachhaltig. Catterick trat gesundheitsbedingt von seinem Trainerposten zurück und wurde 1973 von Billy Bingham beerbt, der in der 1963er-Meistermannschaft des FC Everton gestanden hatte.

### Die späten 1970er-Jahre: Billy Bingham und Gordon Lee (1973–1981)
| Der FC Everton in der Football League |      |       |        |                           |
| Saison                                | Liga | Platz | Punkte | Torquotient/ Tordifferenz |
| 1973/74                               | 1    | 7/22  | 44     | 1,042                     |
| 1974/75                               | 1    | 4/22  | 50     | 1,333                     |
| 1975/76                               | 1    | 11/22 | 42     | 0,909                     |
| 1976/77                               | 1    | 9/22  | 42     | -2                        |
| 1977/78                               | 1    | 3/22  | 55     | +31                       |
| 1978/79                               | 1    | 4/22  | 51     | +12                       |
| 1979/80                               | 1    | 19/22 | 35     | −8                        |
| 1980/81                               | 1    | 15/22 | 36     | −3                        |

Unter Bingham konsolidierte die Mannschaft ihre Leistungen etwas und belegte in der Saison 1973/74 mit dem siebten Rang nach vier Jahren wieder einmal einen einstelligen Tabellenplatz. Der FC Everton befand sich in der Spielzeit 1974/75 bereits auf dem Weg zu einer erneuten englischen Meisterschaft, bis dann überraschende Niederlagen gegen deutlich schlechter platzierte Mannschaften dafür sorgten, dass am Ende nur der vierte Rang zu Buche stand. Nach einer nur von mäßigem Erfolg gekrönten Saison 1975/76 auf dem elften Abschlusstabellenplatz und weiter dürftigen Ergebnissen bis zur Jahreswende 1976/77 entließ der FC Everton Bingham und verpflichtete im Februar 1977 Gordon Lee, der zuvor Port Vale in die dritte und die Blackburn Rovers in die zweite Liga geführt hatte. Insgesamt hatte es Bingham trotz weiterhin üppiger Transferbudgets nicht verstanden, den Verein wieder dauerhaft in die oberen Tabellenregionen zu führen. Kurz vor dem Lee-Engagement hatte das Team noch im Halbfinalhinspiel gegen den Zweitligaaufstiegkandidaten Bolton Wanderers unter Interimstrainer Steve Burkinshaw daheim zwar nur 1:1 gespielt, dann aber unter Lee mit einem 1:0-Sieg durch einen Treffer von Bob Latchford den erstmaligen Weg ins Finale des Ligapokals geebnet. Das Endspiel selbst ging dann aber im zweiten Wiederholungsspiel nach Verlängerung gegen Aston Villa verloren. Ebenfalls zu einer Enttäuschung entwickelte sich das FA-Cup-Semifinale in derselben Saison gegen den Erzrivalen FC Liverpool. Dabei wähnten sich die „Blues“ durch den vermeintlichen Führungstreffer fünf Minuten vor Schluss bereits im Endspiel, den jedoch der Schiedsrichter in einer umstrittenen Entscheidung nicht anerkannte. Das Wiederholungsspiel verlor der FC Everton dann in Anfield letztlich deutlich mit 0:3. In der Saison 1977/78 lieferte sich die Lee-Mannschaft mit dem Überraschungsteam Nottingham Forest lange ein Duell, bevor sie noch auf den dritten Rang zurückfiel (Bob Latchford trug 30 Ligatore zu der Platzierung bei). Auch im Jahr darauf startete der FC Everton gut und blieb bis Weihnachten gar ohne Niederlage, aber auch in diesem Fall hatte die vielversprechende Form in der Rückrunde keinen Bestand mehr und der FC Everton schloss die Spielzeit 1978/79 auf dem vierten Rang ab.
Zentrale Spieler dieser Ära waren vor allem im Mittelfeld zu finden. Dazu zählten seit 1974 der torgefährliche Spielmacher Martin Dobson, der Publikumsliebling Andy King, der zwei Jahre später von Luton Town gekommen war, sowie bis 1976 der Nordire Dave Clements, der zu dieser Zeit sogar parallel die Auswahlmannschaft von Nordirland trainierte. Im Angriffszentrum war Bob Latchford Sturmführer der Mannschaft, der mit seinen regelmäßig hohen Torausbeuten sogar an die Vereinslegenden Dixie Dean und Tommy Lawton erinnerte. Der langjährige Kapitän und aus der Region stammende Mike Lyons galt als die „treue Seele“ der Mannschaft und nachdem er zunächst ab 1971 Mittelstürmer gewesen war, rückte er nach Latchfords Ankunft über das Mittelfeld zurück in die Innenverteidigung. Weitere Abwehrspieler waren im Zentrum Roger Kenyon und der serbisch-englische Außenverteidiger Mike Pejic. Insgesamt waren die Erwartungen an den FC Everton zu dieser Zeit außergewöhnlich hoch, zumal sich der Lokalrivale FC Liverpool mittlerweile zu einer der führenden Mannschaften Europas entwickelt hatte. Nachdem der FC Everton dann erneut sportliche Rückschläge erleiden musste und in den beiden Spielzeiten 1979/80 und 1980/81 jeweils nur knapp den Abstieg in die Second Division vermied, trat Lee von seinem Amt zurück.

### Erfolge unter Howard Kendall (1981–1987)
| Der FC Everton in der Football League |      |       |        |              |
| Saison                                | Liga | Platz | Punkte | Tordifferenz |
| 1981/82                               | 1    | 8/22  | 71     | +11          |
| 1982/83                               | 1    | 7/22  | 64     | +18          |
| 1983/84                               | 1    | 7/22  | 62     | +2           |
| 1984/85                               | 1    | 1/22  | 90     | +45          |
| 1985/86                               | 1    | 2/22  | 86     | +46          |
| 1986/87                               | 1    | 1/22  | 86     | +45          |

Mit Howard Kendall verpflichtete der FC Everton zur Saison 1981/82 einen der drei Mittelfeldspieler aus der letzten „goldenen Ära“ des Vereins, der zudem bei seiner ersten Trainerstation den Zweitligisten Blackburn Rovers fast von der dritten Liga per Durchmarsch in die Erstklassigkeit geführt hätte. Umso größer war die Enttäuschung, dass bis Ende 1983 eine nennenswerte Verbesserung zunächst ausblieb. Kendall besaß jedoch in der Klubführung trotz des historisch schlechtesten Zuschauerzuspruchs als „verdienter Spieler“ über genug Kredit und eine auf den ersten Blick unbedeutende Fünftrundenpartie im Ligapokal gegen Oxford United brachte die Wende. Gegen den Drittligisten drohte bei einem zwischenzeitlichen 0:1-Rückstand eine Blamage, bis ein in der Entstehung glücklicher Ausgleichstreffer eine Initialzündung auslöste. Das Wiederholungsspiel endete mit einem deutlichen 4:1 für den FC Everton, der in den folgenden zwei Monaten keine weitere Partie mehr verlor. Das Ligapokalfinale war ein reines Liverpool-Endspiel und erneut zogen die „Blues“ unglücklich den Kürzeren, als Alan Hansen von den „Reds“ beim 0:0 im Wembley-Stadion den Ball deutlich sichtbar auf der eigenen Torlinie mit der Hand abwehrte und der fällige Elfmeterpfiff ausblieb. Im Wiederholungsspiel gewann der FC Liverpool an der Maine Road mit 1:0. Dessen ungeachtet war nun der Weg frei für die neu von Kendall aufgebaute Mannschaft. Durch Tore der beiden schottischen Stürmer Graeme Sharp und Andy Gray gewann der FC Everton 1984 statt des Ligapokals mit einem 2:0-Finalsieg gegen den FC Watford den FA Cup.
Die Saison 1984/85 entwickelte sich zum Triumphzug. Das neue Mittelfeld mit den späteren Nationalspielern Paul Bracewell und Peter Reid im Zentrum sowie Trevor Steven auf der rechten und dem Iren Kevin Sheedy auf der linken Seite war das Herzstück des neuen Erfolgs, wobei Reid als „Chef“ am Ende der Spielzeit von der Spielergewerkschaft PFA sogar zu Englands Fußballer des Jahres gewählt wurde. Die Defensive war walisisch dominiert, denn vor dem neuen Rekordtorhüter Neville Southall, den die Journalisten 1985 als englischen Fußballer des Jahres vorne sahen, spielte in der Innenverteidigung Kapitän Kevin Ratcliffe und auf der linken Abwehrseite der in Belgien geborene Pat Van Den Hauwe, der von Birmingham City gekommen war (ergänzt wurde die Defensivreihe durch Derek Mountfield und Rechtsverteidiger Gary Stevens). Die Saisoneröffnung glückte durch einen 1:0-Sieg gegen den FC Liverpool in der Charity Shield (für das entscheidende Tor sorgte Bruce Grobbelaar mit einem Eigentor). Der Ligastart verlief zunächst schleppend. Dann aber blieb das Team vom Jahreswechsel bis zum Mai 1985 in 18 Spielen ungeschlagen und gewann davon 16. Moralisch entscheidend für den Gewinn der achten englischen Meisterschaft war der 2:1-Sieg bei dem zwischenzeitlich ernsthaftesten Konkurrenten Tottenham Hotspur. Damit war der letzte „Stolperstein“ aus dem Weg geräumt. Der bis dato größte europäische Erfolg gelang dem FC Everton ebenfalls 1985 im Europapokal der Pokalsieger. Die „Toffees“ besiegten zunächst University College Dublin, Inter Bratislava und Fortuna Sittard, bevor sie im Halbfinale dem FC Bayern München gegenüberstanden. Nach einem 0:0 in München siegte der FC Everton mit 3:1 in einem Spiel, das später zur besten Partie in der Geschichte des Goodison Parks gewählt wurde. Dabei hatte der deutsche Pokalsieger zur Halbzeit nach einem Treffer von Dieter Hoeneß noch mit 1:0 geführt, bis dann Graeme Sharp und Andy Gray die Partie drehten und Trevor Steven die Partie entschied. Mit demselben Ergebnis gewann der Klub auch das Finale gegen den österreichischen Verein Rapid Wien, wobei die „Blues“ die Begegnung nahezu über die gesamte Spielzeit hinweg dominierten. Nach dem Führungstor von Andy Gray und dem 2:0 von Trevor Steven nach einem Eckball sorgte Hans Krankl aus abseitsverdächtiger Position für den Anschlusstreffer; kurz darauf stellte Kevin Sheedy den 3:1-Endstand her. Ein „Triple“ verpasste der FC Everton nur knapp. Im FA-Cup-Endspiel sicherte ein Tor in der Verlängerung von Norman Whiteside Manchester United den Titel.
Wie bereits vor dem Zweiten Weltkrieg, sollte aber auch dieser Generation aufgrund äußerer Umstände Grenzen gesetzt werden. Die Sperre für englische Fußballvereine nach der Katastrophe von Heysel war dafür verantwortlich, dass der FC Everton trotz mehrfacher sportlicher Qualifikation um keine weiteren europäischen Titel mehr spielen konnte, vor allem auch nicht im Europapokal der Landesmeister nach den Meistertiteln 1985 und später 1987. Dazu kam, dass es Spieler wie Gary Lineker, der in seiner einzigen Saison 1985/86 für den FC Everton mit 40 Toren auf sich aufmerksam gemacht und eine gute WM 1986 in Mexiko gespielt hatte, nicht in der englischen Liga zu halten waren (Lineker wechselte 1986 für die mehr als dreifache Ablösesumme zum FC Barcelona). In den einheimischen Wettbewerben blieb der FC Everton eine feste Größe im Kampf um die Spitzenplätze. Dabei sah es in der Spielzeit 1985/86 lange danach aus, als könnte der FC Everton – auch dank der Leistung von Gary Lineker und vor allem nach einem 2:0-Prestigeerfolg in Anfield im Februar 1986 – die englische Meisterschaft erstmals verteidigen, aber durch eine ausdauernd gute Serie der „Reds“ und eine eigene enttäuschende Auswärtsniederlage bei Oxford United Ende April gerieten die Blues entscheidend ins Hintertreffen. Bereits zum dritten Mal in Folge erreichte der FC Everton 1986 das FA-Cup-Endspiel und stand dort nach einem 2:1-Halbfinalsieg im Villa Park gegen Sheffield Wednesday (hier ohne Gary Lineker) in Wembley erneut dem Liverpooler Stadtrivalen gegenüber. Nach einem 1:0-Zwischenstand in einer ersten Halbzeit, die der FC Everton dominierte, drehte der FC Liverpool ab der 60. Minute die Partie und gewann durch zwei Tore von Ian Rush und einem weiteren Treffer von Craig Johnston letztlich mit 3:1. Besonders ärgerlich war hier für den FC Everton erneut, dass der Mannschaft vor dem Lineker-Treffer ein Elfmeterpfiff nach einem Foulspiel von Steve Nicol von demselben Schiedsrichter Alan Robinson vorenthalten wurde, wie zwei Jahre zuvor im Ligapokalfinale.
Die Saison 1986/87 machte zunächst nicht den Eindruck, dass der FC Everton in den Meisterschaftskampf einzugreifen in der Lage war. Ein adäquater Ersatz für Lineker wurde nicht gefunden; vielmehr investierte Kendall in Defensiv- und Mittelfeldspieler (darunter kam für die üppige Summe von einer Million Pfund der Nationalmannschaftsverteidiger Dave Watson, zudem der bereits 33-jährige Linksverteidiger Paul Power und für 840.000 Pfund der Mittelfeldspieler Ian Snodin). Da neben Graeme Sharpe und Adrian Heath, der in der Saison stets auf rund zehn Ligatore kam, nur noch das 18-jährige Talent Warren Aspinall und Paul Wilkinson, dessen Durchbruch aber auf sich warten ließ, im Angriff zur Verfügung standen, war die Erwartungshaltung insgesamt geringer. Trotz zusätzlicher Verletzungsprobleme starten die „Toffees“ aber gut in die Saison und vor allem der erfahrene Power gab der Mannschaft Stabilität. Nach der Jahreswende kehrten die verletzten Spieler sukzessive zurück und im Angriff rüstete der Verein mit dem Kauf von Wayne Clarke nach. Dieser schoss bei dem wichtigen 1:0-Sieg beim FC Arsenal den entscheidenden Siegtreffer. Zusätzlich leistete sich der FC Liverpool nach zwischenzeitlich klarer Tabellenführung mehrere überraschende Niederlagen in der Schlussphase der Saison und der FC Everton gewann mit einem 1:0-Auswärtssieg bei Norwich City am drittletzten Spieltag vorzeitig seine neunte englische Meisterschaft. Besonders beachtenswert war hier, dass sich die Verantwortung für die Torerfolge nun auf mehrere Schultern verteilte und die Flügelspieler Steven und Sheedy gemeinsam 27 Ligatreffer erzielten. Kendall folgte dann im Juni 1987 dem Ruf aus Spanien, um dort den baskischen Athletic Bilbao zu trainieren, wobei die Aussicht auf die Teilnahme an einem europäischen Vereinswettbewerb, der englischen Vereinen weiterhin verwehrt wurde, als entscheidend für den Erfolgstrainer galt.

### Vom Meister zum Abstiegskandidaten (1987–1994)
| Der FC Everton in der Football League und ab 1992 in der Premier League |      |       |        |              |
| Saison                                                                  | Liga | Platz | Punkte | Tordifferenz |
| 1987/88                                                                 | 1    | 4/21  | 70     | +26          |
| 1988/89                                                                 | 1    | 8/20  | 54     | +5           |
| 1989/90                                                                 | 1    | 6/20  | 59     | +11          |
| 1990/91                                                                 | 1    | 9/20  | 51     | +4           |
| 1991/92                                                                 | 1    | 12/22 | 53     | −5           |
| 1992/93                                                                 | 1    | 13/22 | 53     | −2           |
| 1993/94                                                                 | 1    | 17/22 | 44     | −21          |

Kendall übergab die Geschäfte an Colin Harvey, der es als dessen ehemaliger Weggefährte zu Spielerzeiten mittlerweile zum Kotrainer gebracht hatte. Unter der neuen Führung belegte die Mannschaft in der Saison 1987/88 den vierten Rang, womit ein leichter Negativtrend eingeläutet wurde. Das Team war noch nahezu dasselbe wie unter Kendall, aber eine gewisse Sättigung bei den Erfolgsspielern war festzustellen. Harvey reagierte mit einer „Frischzellenkur“ und investierte hohe Ablösesummen in neue Spieler. Zur Saison 1988/89 kam neben dem Verteidiger Neil McDonald und den Mittelfeldspielern Pat Nevin und Stuart McCall für 2,2 Millionen der kleingewachsene Tony Cottee von West Ham United. Die Ablösesumme für den 23-jährigen Nationalspieler bedeutete einen neuen britischen Rekord. Dennoch verlief die Spielzeit in der Liga durchwachsen, wobei der Klub noch vor Jahreswechsel mit Adrian Heath und vor allem im Februar 1989 mit Peter Reid Integrationsfiguren der vorherigen Erfolgsmannschaft verlor. Im FA Cup 1988/89 erreichte der FC Everton hingegen bereits sein viertes Endspiel in den 80er-Jahren und stand erneut dem Lokalrivalen FC Liverpool gegenüber, der zuvor im Halbfinale die Hillsborough-Katastrophe erlebt hatte. In dem Endspiel gelang Stuart McCall mit dem letzten Angriff in der regulären Spielzeit der Ausgleich zum 1:1, nachdem John Aldridge bereits in der vierten Minute den ersten Treffer für die „Reds“ erzielt hatte. In der Verlängerung brachte Rush, der erst in der 74. Minute für Aldridge eingewechselt worden war, den FC Liverpool erneut in Führung und sorgte nach dem erneuten Ausgleich von McCall noch vor Ablauf der ersten 15 Verlängerungsminuten auch für die Entscheidung zum 3:2-Endstand. Mit dem Weggang von Paul Bracewell, Trevor Steven und Pat Van den Hauwe zu Beginn der Saison 1989/90 verlor der FC Everton nahezu vollständig das Gesicht der erfolgreichen 1980er-Jahre. Der Großteil der neuen Spieler, darunter der von Manchester United „abgeschobene“ Norman Whiteside und der schwedische Nationalspieler Stefan Rehn, erfüllte in der Folgezeit die Erwartungen nicht. Whiteside konnte nicht wie geplant die Lücke füllen, die Reid hinterlassen hatte, und Rehn ging nach nur vier Spielen wieder zurück in seine Heimat zum IFK Göteborg. Nur die Neuzugänge Mike Newell als Stürmer und ab November 1989 der Flügelspieler Peter Beagrie fügten sich optimal in die Mannschaft ein, aber ein guter Saisonstart endete mit 20 Punkten Rückstand auf den neuen Meister FC Liverpool nur auf dem sechsten Rang.
Harveys Plan, mit dem Kauf von Mike Milligan einen neuen zentralen Spieler im Mittelfeld des FC Everton zu installieren, misslang und die Mannschaft geriet früh in der Saison 1990/91 in Abstiegsnöte. Im Oktober 1990 nahm die Vereinsführung schließlich eine Niederlage im Ligapokal gegen Sheffield United zum Anlass, Trainer Colin Harvey zu entlassen. Nach einem kurzen Gastspiel unter Interimstrainer Jimmy Gabriel heuerte Harvey aber umgehend wieder beim FC Everton an, um ein weiteres Mal das Co-Traineramt neben dem ebenfalls zurückgekehrten Howard Kendall auszuüben. Die Erwartungen in der eigenen Anhängerschaft waren hoch, obwohl auch kritische Stimmen die Rückkehr des Erfolgstrainers begleiteten. Die Mannschaft distanzierte sich zwar in der Folge von den Abstiegsrängen, aber die Kehrtwende in die oberen Tabellenregionen blieb aus. Einem neunten Abschlusstabellenplatz folgte Rang 12 in der Spielzeit 1991/92. Dabei hatte Kendall die Mannschaft fundamental umgebaut. Mit Graeme Sharp und Stuart McCall waren langjährige Leistungsträger abgewandert und zur Saisonmitte folgten ihnen Neil McDonald, Mike Newell, Kevin Sheedy und Kevin Ratcliffe. Stattdessen kamen Peter Beardsley, Matthew Jackson, Mo Johnston und Gary Ablett. Als 1992 die Premier League als neue höchste englische Spielklasse entstand, war der FC Everton sportlich nicht mehr zu den Spitzenvereinen zu zählen. Dennoch galt der Klub als einer der „großen Fünf“ und spielte eine wichtige Rolle bei der Etablierung der neuen Liga. Die Freude auf die neue Liga wurde jedoch von der Vermeldung großer finanzieller Schwierigkeiten beim FC Everton getrübt. Die Zuschauerzahlen gingen deutlich zurück und das Mäzenatentum von John Moores, der schließlich im Herbst 1993 verstarb, kam zu einem Ende. Mit der Bürde eines 2-Millionen-Pfund-Verlusts aus der vorhergehenden Spielzeit verzichtete der FC Everton auf „große Transfers“ und verpflichtete mit Barry Horne, Paul Rideout und Paul Holmes Akteure „aus der zweiten Reihe“. Der Verkauf von Martin Keown an den FC Arsenal im Februar 1993 für zwei Millionen Pfund stand ebenfalls unter dem Druck, die finanziellen Löcher zu schließen. Die erste Premier-League-Saison endete dadurch nahezu folgerichtig nur auf dem 13. Tabellenplatz, wobei etwas überraschend deutlich kleinere Klubs wie Norwich City und der FC Wimbledon den FC Everton jeweils hinter sich ließen.
Ein weiteres Signal zu einer „neuen Bescheidenheit“ im finanziell klammen Verein demonstrierte der Verkauf von Peter Beardsley im Sommer 1993 für 1,5 Millionen Pfund zu Newcastle United, dem lediglich der Kauf von Graham Stuart für 850.000 Pfund entgegenstand. Zur Mitte der Spielzeit 1993/94 beendete Kendall seine Tätigkeit für den Verein ein weiteres Mal, wobei als maßgeblich neben einer 1:5-Heimniederlage gegen Norwich City galt, dass die Vereinsführung ihre Zustimmung zu dem von Kendall geplanten 1,5-Millionen-Pfund-Transfer von Dion Dublin verweigerte. Nach einer Übergangsphase unter Jimmy Gabriel und sechs Niederlagen in sieben sieglosen Spielen wurde Mike Walker, der zuvor mit Norwich City Achtungserfolge hatte feiern können, neuer Trainer der „Toffees“. Um sich möglichst schnell von den Abstiegsrängen zu entfernen, die die Mannschaft wieder einmal erreicht hatte, investierte Walker in drei neue (und „billige“) Spieler. Weitaus dramatischer sollte jedoch der Verkauf von Peter Beagrie an Manchester City sein, da der Leistungsträger von Anders Limpar, der umgehend als Ersatz vom FC Arsenal verpflichtet wurde, nicht adäquat ersetzt werden konnte. Bis zum letzten Spieltag musste der FC Everton um den Klassenerhalt zittern. In der letzten Partie gegen den FC Wimbledon standen die Vorzeichen dann auch schlecht, da der FC Everton zum Ende der ersten Halbzeit bereits mit 0:2 zurücklag. Nach einer Aufholjagd, die in einen 3:2-Sieg mündete, wurde der Abstieg aber schließlich noch knapp verhindert. Die lange vakante Frage in der Vereinsführung kam im Juni 1994 zu einer Entscheidung, als sich der aus dem nahe gelegenen Tranmere stammende Peter Johnson die Aktienmehrheit sicherte und mit der Gruppe um Schauspieler Bill Kenwright den neuen Vorstand bildete.

### Die Zeit von Joe Royle (1994–1997)
| Der FC Everton in der Premier League |      |       |        |              |
| Saison                               | Liga | Platz | Punkte | Tordifferenz |
| 1994/95                              | 1    | 15/22 | 50     | −7           |
| 1995/96                              | 1    | 6/20  | 61     | +20          |
| 1996/97                              | 1    | 15/20 | 42     | −13          |

Die anschließende Saison 1994/95 begann mit weiteren sportlichen Rückschlägen, die die Entlassung Walkers – er hatte nicht einmal ein gesamtes Jahr im Traineramt verbracht – zur Folge hatten. Mit Joe Royle verpflichtete die neue Vereinsführung des FC Everton einen langjährig erfolgreich bei Oldham Athletic tätigen Trainer, der zudem in den späten 1960er- und frühen 1970er-Jahren Spieler der Blues gewesen war. Trotz einer Siegesserie von drei Spielen zu Beginn seiner Amtszeit, verstärkte Royle primär die Abwehr und wandte sich damit erstmals gegen das traditionelle Offensivspielprädikat der „School of Science“. Defensivakteure wie David Unsworth drückten der Mannschaft nun ihren Stempel auf und auch Duncan Ferguson, der zum Jahresende 1994 für die hohe Ablösesumme von 4,4 Millionen Pfund von den Glasgow Rangers zum FC Everton kam, passte als Stürmer in die neue Mannschaft, die sich primär kampfstark zeigte und sich kurzzeitig von den untersten Tabellenplätzen – wenn auch nie vollständig aus der Abstiegszone – entfernte. Dazu durchlief das Team nach Startschwierigkeiten Runde für Runde im FA Cup und stand im Halbfinale dem Favoriten Tottenham Hotspur an der Elland Road in Leeds gegenüber. Nach Toren von Ian Walker, dem Sohn von Royles Amtsvorgänger, und Graham Stuart sowie dem Anschlusstreffer per Elfmeter für die Spurs, entschied Daniel Amokachi das zu kippen drohende Spiel nach dessen Einwechslung mit seinen beiden Treffern zum 4:1-Endstand. Kurz vor dem Finale gegen Manchester United gelang dem FC Everton am letzten Spieltag der Saison mit einem Auswärtssieg gegen das bereits als Absteiger feststehende Ipswich Town der Klassenerhalt. Wie im Halbfinale war auch im Endspiel der Gegner des FC Everton deutlicher Favorit, zumal Manchester United die Meisterschaft zuvor knapp verpasst hatte und den Pokalsieg als Wiedergutmachung ausgerufen hatte. In einer kampfbetonten Partie ging der FC Everton in der ersten Hälfte nach einem schnellen Gegenangriff mit 1:0 durch Paul Rideout in Führung und gab diese auch trotz zahlreicher von Manchester United vorgetragenen Angriffe nicht mehr ab. Damit gewann der FC Everton überraschend – und gegen den sportlichen Trend – seine fünfte FA-Cup-Trophäe.
Der Erfolg ließ neuen Optimismus beim FC Everton keimen, zumal die neue Führungsriege um Peter Johnson eine Reihe von Modernisierungen, darunter ein neues Merchandising-Konzept, umsetzte. Die mit dem FA-Cup-Sieg verbundene Qualifikation für den Europapokal der Pokalsieger bedeutete zudem die erste Teilnahme des Klubs an einem europäischen Wettbewerb in der „Nach-Heysel-Ära“. Mit Andrei Kantschelskis kam im Sommer 1995 ein angesehener rechter Flügelspieler von Manchester United, dessen Verpflichtung sich jedoch über einen längeren Zeitraum zog und die Frist zur Erlangung der Spielberechtigung für den europäischen Pokalsiegerwettbewerb nicht eingehalten wurde. Trotz der Querelen reifte Kantschelskis auf Anhieb zum neuen Führungsspieler, erzielte innerhalb seiner neuen Mannschaft die meisten Saisontore und obwohl weitere nennenswerte Neuverpflichtungen neben dem Ukrainer ausblieben, setzte sich der FC Everton in der Spielzeit 1995/96 deutlich von den Abstiegsrängen ab und belegte am Ende den sechsten Rang. Dem standen schwache Leistungen in den Pokalwettbewerben gegenüber, wobei vor allem die lang ersehnte Rückkehr auf die europäische Bühne bereits im Achtelfinale gegen Feyenoord Rotterdam vorzeitig endete. Dem kurzfristigen Ligahöhenflug der Mannschaft folgte bereits in der Saison 1996/97 Ernüchterung. Sowohl Verletzungsprobleme als auch der Verkauf von Andrei Kantschelskis an den AC Florenz führten dazu, dass der FC Everton nach einem erfolgversprechenden Start am Ende bis auf den 15. Tabellenplatz durchgereicht wurde. Royle hatte bereits im März 1997 den Verein verlassen und die Leitung an den Mannschaftskapitän Dave Watson auf Interimsbasis übertragen. Ein weiterer Grund für diesen erneuten sportlichen Rückschlag war, dass Royle zu Saisonbeginn seine wenigen Kreativspieler wie Vinny Samways und Anders Limpar verkauft hatte, wobei zuvor bereits Daniel Amokachi – der jedoch auch monatelang für Länderspiele der nigerianischen Nationalmannschaft ausfiel – nach Erfüllung seines Zweijahresvertrages den Verein verlassen hatte. In fußballerischer Hinsicht war die „Ära Royle“ ein Rückschritt. Nach Abschluss der Saison 1996/97 hatte sich der FC Everton bereits zum vierten Mal in den vergangenen fünf Jahren nur knapp dem Abstieg entzogen und Royles taktische Vorgaben, primär kämpferisch zu agieren und in der Offensive hohe und weite Bälle auf Stürmer wie Duncan Ferguson schlagen zu lassen, galten in einer zunehmend anspruchsvoller werdenden Premier League der 1990er-Jahre als antiquiert.

### Abstiegs- und Finanzsorgen (1997–2002)
| Der FC Everton in der Premier League |      |       |        |              |
| Saison                               | Liga | Platz | Punkte | Tordifferenz |
| 1997/98                              | 1    | 17/20 | 40     | −15          |
| 1998/99                              | 1    | 14/20 | 43     | −5           |
| 1999/00                              | 1    | 13/20 | 50     | +10          |
| 2000/01                              | 1    | 16/20 | 42     | −14          |
| 2001/02                              | 1    | 15/20 | 43     | −12          |

Die Suche nach einem neuen Trainer gestaltete sich schwierig. Schon lange galt der FC Everton nicht mehr als „erste Adresse“ für ambitionierte Trainer und so kam statt der Wunschoption Bobby Robson oder den in der britischen Presse gehandelten Johan Cruyff, Gérard Houllier und Louis van Gaal im Sommer 1997 der treue Howard Kendall ein drittes Mal als Trainer zum FC Everton. Zuvor hatte der Verein noch mit Andy Gray – einem ehemaligen Meisterspieler der 1980er-Jahre und nun Experte beim Fernsehsender Sky Sports – verhandelt. Die Vertragsgespräche gestalteten sich jedoch zäh und endeten in einer „Schlammschlacht“, die wiederum das Ansehen des FC Everton beschädigte. Waren die „Blues“ zuvor bereits unter Joe Royle der rasanten Entwicklung der Premier League nicht mit einem angemessenen und modernen Fußball begegnet, so änderte sich dies auch unter dem „alten Haudegen“ Howard Kendall ebenso wenig. Die sich erneut zuspitzende finanzielle Situation ließ nennenswerte Verstärkungen in der Mannschaft nicht zu. Der FC Everton belegte so fast folgerichtig von Beginn der Saison 1997/98 an einen Abstiegsplatz und hatte zwischenzeitlich bereits einen deutlichen Rückstand auf die Nichtabstiegsplätze. Eine überraschende Kehrtwende um die Jahreswende, als der Klub in zwei Monaten nur eine von neun Partien verlor, brachte letztlich wichtige Punkte, denen es zu verdanken war, dass der FC Everton trotz einer weiteren Negativserie mit nur zwei Siegen zwischen Februar und Mai 1998 noch konkurrenzfähig blieb. Am letzten Spieltag lag die Mannschaft auf einem Abstiegsplatz und das 1:1 gegen Coventry City reichte knapp für den Erstligaverbleib, da der punktgleiche Konkurrent Bolton Wanderers über eine schlechtere Tordifferenz verfügte. Entscheidend war dabei aber die gleichzeitige 1:2-Niederlage der Wanderers beim FC Chelsea, der wiederum vier Tage vor seinem Endspiel im Europapokal der Pokalsieger stand und den entscheidenden Treffer durch Jody Morris erst in der zweiten Halbzeit erzielte. Kurze Zeit später trat Kendall erneut – ein letztes Mal – von seinem Traineramt zurück. Dabei galt wiederum als entscheidend, dass die Vereinsführung um Peter Johnson ab der Jahreswende sämtliche finanziellen Mittel zur Kaderverstärkung angeblich zurückgehalten hatte, damit diese einem neuen Trainer (und demnach einem anvisierten Nachfolger von „Notnagel Kendall“) zur Verfügung gestellt werden konnten.
Nur fünf Tage später verpflichtete der FC Everton mit Walter Smith den langjährigen schottischen Serienmeistertrainer von den Glasgow Rangers. Im Gegensatz zum Vorjahr wurde die Personalie in der Anhängerschaft als Erfolg gefeiert, verbunden mit der Hoffnung auf sichtbare sportliche Fortschritte. Für insgesamt 20 Millionen Pfund investierte der Verein in neue Spieler, wozu die beiden Mittelfeldspieler John Collins und Olivier Dacourt von den französischen Vereinen AS Monaco und Racing Straßburg für sieben Millionen Pfund zählten. Gleich 3,3 Millionen Pfund kostete der Torhüter Steve Simonsen; dazu kamen der Abwehrspieler und spätere italienische Nationalspieler Marco Materazzi und der ivorische Stürmer Ibrahima Bakayoko. Der erwartete Erfolg blieb jedoch aus und so fand sich der FC Everton auch in der Saison 1998/99 auf den unteren Tabellenrängen wieder. Dazu kam der überraschende Verkauf von Duncan Ferguson im November 1997 für acht Millionen Pfund an Newcastle United, der offenbarte, dass sich der Verein bei den vorherigen Transferaktionen finanziell übernommen hatte und nun dringend Geld benötigte, um seinen kurzfristigen Bankverbindlichkeiten nachzukommen. Peter Johnson geriet dadurch gleichsam bei der eigenen Anhängerschaft und Trainer Smith derart unter Druck, dass er dem Verein den Rücken kehrte. Bis Januar 2000 erwarb Bill Kenwright die Aktienmehrheit an dem Verein und besetzte zunächst den stellvertretenden Vorsitz, bevor er 2004 endgültig im Vorstand die Chefposition an sich nahm. Nach dem 1:4-Viertelfinalaus im FA Cup gegen Newcastle United sorgten vier Niederlagen in Serie dafür, dass sich der Verein in der Premier League wieder akut in Abstiegsgefahr befand. Eine wichtige Personalie, die letztlich für den Klassenerhalt auf dem 14. Tabellenrang mitverantwortlich war, war die Ausleihe von Kevin Campbell im März 1999. Zum Saisonende schoss der Neuzugang neun Tore in fünf Partien und stürmte an der Seite des erst 18 Jahre alten Francis Jeffers.
Nach nur einem Jahr verließen Dacourt, Bakayoko und Materazzi den Verein für hohe Ablösesummen wieder und neben der dauerhaften Verpflichtung von Kevin Campbell waren die Neueinkäufe nun deutlich bescheidener. Dennoch gelangte die Mannschaft in einer Frühphase der Saison 1999/2000 bis auf den sechsten Platz, bevor dann Verletzungsprobleme von Jeffers und Campbell den Klub wieder in die bekannten unteren Regionen abgleiten ließen und am Ende nur der 13. Platz zu Buche stand. Der Optimismus blieb jedoch für die Spielzeit 2000/01 erhalten, der sich vor allem auf ein gesundes Stürmerpaar Campbell-Jeffers stützte. Da der erneute Ausfall von Campbell zu Saisonbeginn diese Vorstellung wieder trübte, entschloss sich Smith dazu, Duncan Ferguson zurückzuholen. Diese Entscheidung war angesichts der ebenfalls langen Verletzungspausen des ehemals verdienten Everton-Spielers höchst umstritten und weil auch der sportliche Erfolg wieder ausblieb, stellte sich erstmals in der „Smith-Ära“ wieder die Trainerfrage. Dazu kamen die Wechsel der beiden Talente Francis Jeffers und Linksverteidiger Michael Ball zum FC Arsenal und den Glasgow Rangers, die Smith nach dem 16. Abschlusstabellenplatz eher notdürftig mit Alan Stubbs und Tomasz Radziński neu besetzte. Da weitere Verstärkungen erneut ausblieben, reihte sich der FC Everton nach einem guten Start in die Spielzeit 2001/02 ab Dezember 2001 nach einer Niederlagenserie wieder in die Nähe der Abstiegsplätze ein. Im Anschluss an eine 0:3-Niederlage im FA-Cup-Viertelfinale beim FC Middlesbrough und an ein weiteres 0:3 bei West Ham United entließ Bill Kenwight am 12. März 2002 Walter Smith.

### Die Ära David Moyes (2002–2013)
| Der FC Everton in der Premier League |      |       |        |              |
| Saison                               | Liga | Platz | Punkte | Tordifferenz |
| 2002/03                              | 1    | 7/20  | 59     | −1           |
| 2003/04                              | 1    | 17/20 | 39     | −12          |
| 2004/05                              | 1    | 4/20  | 61     | −1           |
| 2005/06                              | 1    | 11/20 | 50     | −15          |
| 2006/07                              | 1    | 6/20  | 58     | +16          |
| 2007/08                              | 1    | 5/20  | 65     | +22          |
| 2008/09                              | 1    | 5/20  | 63     | +18          |
| 2009/10                              | 1    | 8/20  | 61     | +11          |
| 2010/11                              | 1    | 7/20  | 54     | +6           |
| 2011/12                              | 1    | 7/20  | 56     | +10          |
| 2012/13                              | 1    | 6/20  | 63     | +15          |

Auf Empfehlung von Smith, der seinem ehemaligen Chef Bill Kenwright weiterhin freundschaftlich verbunden blieb, reagierte der Vereinsvorstand nur kurze Zeit später mit der Verpflichtung des jungen David Moyes, der zuvor bei Preston North End vielversprechend gearbeitet hatte. Mit dem Schotten gelang zunächst der Klassenerhalt und in der Saison 2002/03 steigerte sich die Mannschaft bis auf einen siebten Abschlusstabellenplatz, wobei die Qualifikation zum UEFA-Pokal nur knapp verpasst wurde. Ein Schlüsselfaktor für den überraschenden Aufschwung war der junge Spieler Wayne Rooney. In einem seiner ersten Spiele für die Mannschaft im Oktober 2002 machte er nachhaltig auf sich aufmerksam, als er in den letzten Minuten ein Siegtor gegen den FC Arsenal erzielte und damit die erste Niederlage in einem Ligaspiel für Arsenal seit beinahe einem Jahr herbeiführte. Aber auch Rooney konnte in der Saison 2003/04 den nächsten sportlichen Rückschlag nicht verhindern, als der Klub mit der niedrigsten Punkteausbeute in seiner Vereinsgeschichte auf dem 17. Platz den Abstieg wieder einmal nur knapp abwendete. Als Rooney dann im August 2004 für 23 Millionen Pfund an Manchester United verkauft wurde – die Summe hat sich mittlerweile aufgrund der sportlichen Erfolge in Manchester möglicherweise auf bis zu 30 Millionen erhöht – mehrten sich die Befürchtungen, dass die 50-jährige Zugehörigkeit zum Erstligafußball ohne Unterbrechung ein baldiges Ende finden könnte. Überraschend trat jedoch das Gegenteil ein, da sich die Mannschaft auch ohne Rooney sehr kompakt präsentierte und mit der 4-5-1-Taktik von Moyes um den dänischen Mittelfeldspieler Thomas Gravesen eingespielt war. Obwohl Gravesen zur Mitte der Saison an Real Madrid verkauft wurde, gelang dem FC Everton mit dem vierten Abschlusstabellenplatz die höchste Platzierung seit fast 20 Jahren, rangierte dabei vor dem Lokalrivalen FC Liverpool und erreichte damit die Qualifikationsspiele für die Champions League. Wichtige Achtungserfolge gelangen zudem gegen den FC Liverpool und Manchester United, wobei diese Gegner jeweils nach einer längeren Phase wieder einmal besiegt werden konnten (im Falle von Manchester United war der letzte Sieg Evertons beim Pokalfinale aus dem Jahr 1995 datiert).
Zu Beginn der Saison 2005/06 verpasste der FC Everton den Einzug in die Hauptrunde der Champions League. In der dritten Qualifikationsrunde hatte der Verein dem spanischen Klub FC Villarreal gegenübergestanden und zunächst das Heimspiel mit 1:2 verloren. Beim zwischenzeitlichen Stand von 1:1 beim Rückspiel in Castelló erzielten die Toffees einen mutmaßlich regelkonformen Treffer, dem der italienische Schiedsrichter Pierluigi Collina jedoch seine Anerkennung verweigerte. Letztlich ging auch das Rückspiel mit 1:2 verloren. Stattdessen agierte der Klub im UEFA-Pokal, schied dort jedoch chancenlos mit 1:5 und 1:0 gegen Dinamo Bukarest aus. Da auch die Neuzugänge wie Per Krøldrup keine Verstärkungen darstellten und ein geeigneter Sturmpartner an der Seite von James Beattie nicht zu finden war, rutschte die Mannschaft trotz der anfänglichen Euphorie in der Meisterschaft zunehmend wieder in den unteren Tabellenteil. Die Meisterschaftsrunde verlief erneut unbeständig. Einem 1:1 gegen den noch punktverlustfreien FC Chelsea im Oktober 2005 folgten drei 0:4-Niederlagen gegen Abstiegskandidaten und nach einer weiteren Siegesserie von fünf Spielen reichte es letztlich „jenseits von gut und böse“ für den elften Platz. Wie in der Vorsaison startete die Mannschaft in die folgende Spielzeit 2006/07 gut. Vor allem der 2:0-Auswärtssieg bei Tottenham Hotspur – dem ersten Sieg an der White Hart Lane seit 20 Jahren – und der 3:0-Erfolg gegen den Konkurrenten FC Liverpool sorgten für große Erwartungen innerhalb des eigenen Anhangs. Speziell Andy Johnson, der von Crystal Palace gekommen war, erwies sich mit seinen sechs Toren in den ersten sieben Spielen als große Verstärkung. Trotz einer kurzen Schwächephase, in der sechs Niederlagen in neun Spielen hingenommen werden mussten, war diese Spielzeit von größerer Konstanz als die Vorsaison gekennzeichnet. Nach nur zwei Niederlagen in den letzten elf Ligapartien endete die Spielzeit auf dem sechsten Platz, was die UEFA-Pokal-Qualifikation nach sich zog. Neben Johnson hatten vor allem der Abwehrspieler Joleon Lescott und der Torhüter Tim Howard großen Anteil an diesem Erfolg.
Mit gesteigerten Ambitionen, die sich vor allem im Kauf von Yakubu Aiyegbeni für die Vereinsrekordablösesumme in Höhe von 11,25 Millionen Pfund ausdrückten, startete der FC Everton gut in die Saison 2007/08. Der Verein belegte bis zur Jahreswende in der Liga den fünften Tabellenplatz und überstand im UEFA-Pokal die Gruppenphase (mit zwischenzeitlich elf Siegen und zwei Remis in 13 Partien). Es folgte eine Halbfinalniederlage im Ligapokal gegen den FC Chelsea. Obwohl die „Toffees“ den Verlust einiger Schlüsselspieler, die bei der Afrikameisterschaft antraten, zu bewältigen hatten, belegten sie zeitweise sogar mit Rang 4 einen Champions-League-Qualifikationsrang. Im Kampf um diesen Platz geriet die Mannschaft dann aber vor allem durch eine 0:1-Niederlage im Derby gegen den FC Liverpool ins Hintertreffen. Zuvor hatte der nun wieder mit Verletzungsproblemen und einer Formschwäche zu kämpfende Klub das enttäuschende UEFA-Pokal-Aus nach Elfmeterschießen gegen die AC Florenz zu bewältigen. Am Ende belegte der FC Everton den fünften Rang, der zur erneuten Teilnahme am UEFA-Pokal berechtigte. Trotz eines schlechten Starts mit nur zwei Siegen in den ersten zwölf Spielen und dem frühen Aus im UEFA Cup gegen Standard Lüttich verteidigten die Toffees trotz dünner Personaldecke in der Saison 2008/09 denselben fünften Ligaplatz. Ein weiterer Höhepunkt war 2009 das Erreichen des FA-Cup-Endspiels, nachdem zuvor mit dem FC Liverpool, Aston Villa und Manchester United drei „Hochkaräter“ aus dem Weg geräumt worden waren. Das Finale selbst ging knapp mit 1:2 gegen den FC Chelsea verloren.
Die Saison 2009/10 startete mit einer 1:6-Niederlage gegen den FC Arsenal. Evertons Formschwäche blieb über die gesamte Hinrunde bestehen und so waren die Toffees an Weihnachten nur zwei Punkte von den Abstiegsplätzen entfernt. Durch einen starken Leistungsanstieg in der zweiten Saisonhälfte konnte am Ende dennoch der achte Platz erreicht werden. In der Europa League scheiterte man nach dem Überstehen der Gruppenphase bereits im Sechzehntelfinale an Sporting Lissabon. In der Folgesaison konnte sich Everton in der Liga um einen Platz verbessern. Die Saison 2011/12 startete durchwachsen. Gegen Ende der Saison blieb Everton in neun aufeinanderfolgenden Spielen ungeschlagen, wodurch wie im Vorjahr der siebte Platz erreicht werden konnte. Großen Anteil an diesem Lauf hatte der im Winter verpflichtete Stürmer Nikica Jelavić, der in der Premier League zum Spieler des Monates April gewählt wurde. Die Saison 2012/13 startete mit einem 1:0-Erfolg gegen den späteren Meister Manchester United. Die ganze Saison über hielt sich Everton konstant unter den ersten sieben Plätzen. Am Ende der Saison kam ein sechster Platz bei raus. Im Juni 2013 wurde bekannt gegeben, dass Moyes zu Manchester United wechselt und Roberto Martínez neuer Trainer wird.

### Mittelmaß trotz hoher Ausgaben (2013–2021)
| Der FC Everton in der Premier League |      |       |        |              |
| Saison                               | Liga | Platz | Punkte | Tordifferenz |
| 2013/14                              | 1    | 5/20  | 72     | +22          |
| 2014/15                              | 1    | 11/20 | 47     | −03          |
| 2015/16                              | 1    | 11/20 | 47     | +04          |
| 2016/17                              | 1    | 7/20  | 61     | +18          |
| 2017/18                              | 1    | 8/20  | 49     | −14          |
| 2018/19                              | 1    | 8/20  | 54     | +08          |
| 2019/20                              | 1    | 12/20 | 49     | −12          |
| 2020/21                              | 1    | 10/20 | 59     | −01          |

Unter der Führung des neuen Trainers schaffte Everton in der Saison 2013/14 eine neue Rekordpunktezahl von 72 Punkten, das beste Ergebnis für den Club seit Einführung der Premier League im Jahr 1992. Damit gelang der Sprung auf Tabellenrang 5, der zur Teilnahme in der Europa-League-Gruppenphase berechtigte.
Im Sommer schaffte man es, die vorher ausgeliehenen Gareth Barry und Romelu Lukaku fest zu verpflichten. Lukaku, der vom FC Chelsea geholt wurde, war mit einer Ablösesumme von über 35 Millionen Euro der teuerste Spieler der Vereinsgeschichte. Dazu wurde die Mannschaft mit Mittelfeldspieler Muhamed Bešić von Ferencváros Budapest und Stürmer Samuel Eto’o, zuvor ebenfalls für Chelsea aktiv, verstärkt.
Durch die Neuverpflichtungen versprach man sich viel für die neue Premier-League-Saison, teilweise wurde sogar das Erreichen der UEFA Champions League für möglich gehalten. Der Liga-Start verlief allerdings sehr enttäuschend, Everton fand sich die meiste Zeit in der unteren Tabellenhälfte wieder. In der Europa League konnte man sich dennoch gut schlagen, die Mannschaft stieg als Gruppenerster vor dem VfL Wolfsburg in die K.-o.-Phase auf. Enttäuschend verlief die Saison für Superstar Eto’o. Er wechselte bereits im Winter-Transferfenster wieder der Verein und wurde zu Sampdoria Genua transferiert.
Schließlich scheiterte man im Achtelfinale der Europa League an Dynamo Kiew. In der Meisterschaft konnte man die Leistungen einigermaßen stabilisieren und beendete die Saison mit 47 Punkten auf dem 11. Platz, die schlechteste Platzierung für Everton seit der Saison 2005/06 und ein Einbruch um 25 Punkte gegenüber der Vorsaison.
In der Sommerpause hatte der Club damit zu kämpfen, seine besten Spieler zu halten. Vor allem John Stones weckte Begehrlichkeiten bei anderen Vereinen, insbesondere der FC Chelsea zeigte sich interessiert. Schließlich konnte aber Stones wie auch Romelu Lukaku gehalten werden. Wie bereits die Vorsaison, verlief auch die Folgesaison enttäuschend. Zwar erreichte der FC Everton zweimal das Cuphalbfinale, unterlag jedoch im Ligapokal Manchester City und im FA-Cup in London-Wembley deren Stadtrivalen United. Auch in der Premier League befand sich das Team von Roberto Martinez meist in der unteren Tabellenhälfte. Zunehmender Unmut machte sich bei der Anhängerschaft der Toffees breit, denn Everton spielte die schlechteste Heimsaison aller Zeiten. Außerdem wurde das für die Fans so wichtige Merseyside-Derby auswärts in Anfield mit 4-0 verloren. Schließlich sah sich der Klub zum Handeln gezwungen und entließ Martinez am 12. Mai, nach nur einem Sieg in den letzten 10 Spielen. Für das letzte Heimspiel gegen Norwich City übernahmen Everton-Urgestein Joe Royle und U21-Trainer David Unsworth die sportliche Leitung.
Bereits im Februar 2016 wurde die Übernahme des FC Everton durch den iranischen Milliardär Farhad Moshiri bekannt gegeben. Der Einstieg des neuen Investors sorgte bei den Anhänger mehrheitlich für Begeisterung. Als neuer Cheftrainer wurde der Niederländer Ronald Koeman vom FC Southampton verpflichtet. Die erste Saison unter Koeman wurde als recht solide angesehen. Man beendete die Saison auf dem 7. Platz mit 61 Punkten, 15 Punkte hinter dem ersten Champions-League-Rang, der zeitweise in Reichweite schien. Als Highlight der Ligasaison kann ein spektakulärer 4:0-Heimsieg gegen Manchester City und deren neuen Trainer Pep Guardiola genannt werden. Im Ligacup schied man in der 3. Runde zuhause gegen den Zweitligisten Norwich City aus, im FA-Cup auch in der dritten Runde, zuhause gegen Meister Leicester City.
Zur Saison 2017/18 hat der Verein fast 160 Mio. Euro in neue Spieler, u. a. für den Rückkehrer Wayne Rooney, investiert. Über den MFK Ružomberok und Hajduk Split qualifizierte man sich für die Europa League, wo man allerdings bereits in der Gruppenphase ausschied. Auch in der Liga zeigte die Mannschaft schlechte Leistungen. Am 22. Oktober 2017 verloren die Toffees vor heimischem Publikum mit 2:5 gegen den FC Arsenal. Nach neun Spieltagen stand man mit acht Punkten auf dem 18. Tabellenplatz. Am Tag nach der Niederlage entließ der FC Everton seinen Trainer Ronald Koeman.
Nachdem erneut David Unsworth, welcher zu diesem Zeitpunkt Trainer der U23 war, zunächst wieder als Interimstrainer eingesetzt wurde, übernahm Sam Allardyce am 30. November 2017 das Amt. Dem Trainer, der in der vorherigen Saison mit Crystal Palace auf dem 14. Platz abgeschlossen hatte und davor, allerdings nur für ein Spiel, Trainer der englischen Nationalmannschaft gewesen war, gelang in seinem ersten Spiel als Verantwortlicher beim FC Everton ein 2:0-Sieg gegen Huddersfield Town. Letztlich gelang es der Mannschaft sich aus der Abstiegszone zu befreien und auf dem 8. Platz abzuschließen. Fans und Medien kritisierten jedoch den unschönen Defensivstil von Trainer Sam Allardyce. Am 16. Mai 2018 gab der Club die Trennung von Sam Allardyce nach etwa einem halben Jahr bekannt.
Am 31. Mai 2018 ernannte der Klub Marco Silva zum neuen Cheftrainer. Der Portugiese, zum Jahresanfang vom FC Watford entlassen, erhielt einen Dreijahresvertrag. Die erste Saison verlief durchwachsen und endete mit dem achten Tabellenplatz, womit man knapp die Europa-League-Qualifikation verpasste. Silvas zweite Saison startete mit mehreren Niederlagen, unter anderem gegen Aufsteiger Aston Villa. Nachdem Everton im Merseyside-Derby am 15. Spieltag der Saison 2019/20 mit 2:5 unterlegen und in die Abstiegsränge der Tabelle geraten war, trennte sich der Klub von Silva. Zum Interimstrainer wurde der ehemalige Everton-Spieler Duncan Ferguson bestellt. Dessen 3:1-Erfolg gegen den FC Chelsea ließ die Fans wieder hoffen, da die Mannschaft sehr befreit und passioniert aufspielte.
Am 21. Dezember 2019 wurde der Italiener Carlo Ancelotti neuer Trainer der Toffees. Nach dem 29. Spieltag wurde die Saison aufgrund der COVID-19-Pandemie unterbrochen. Wegen einer Infektion des Mittelfeldspielers André Gomes musste die gesamte Mannschaft zeitweise in Quarantäne. Letztlich konnte Everton unter Ancelotti die Saison auf dem 12. Tabellenplatz beenden. Zur Saison 2020/21 wurde mit dem Kolumbianer James Rodríguez von Real Madrid ein namhafter Spieler verpflichtet. Die Toffees legten einen Traumstart hin: Die ersten sieben Pflichtspiele bis zur Länderspielpause wurden allesamt gewonnen. Zwischenzeitlich standen die Toffees sogar auf dem ersten Tabellenplatz. Der im August 2016 für 1,5 Millionen Pfund von Sheffield United verpflichtete Dominic Calvert-Lewin avancierte dabei zum Torjäger. Auf ein 2:2 im Derby gegen Liverpool folgten mehrere Niederlagen, wodurch Everton in der Tabelle wieder abrutschte. Zum Jahresende befand sich der Verein auf einem Europa-League-Platz. In der Rückrunde gelang mit einem 2:0 gegen Liverpool der erste Derbysieg in Anfield seit dem Jahr 1999. Nichtsdestotrotz beendeten die Toffees aufgrund einer schwachen Schlussphase die Saison lediglich mit einem enttäuschenden 10. Tabellenplatz, womit man das internationale Geschäft abermals verpasste.

### Abstiegskampf und Punkteabzug (seit 2021)
| Der FC Everton in der Premier League |      |       |        |              |
| Saison                               | Liga | Platz | Punkte | Tordifferenz |
| 2021/22                              | 1    | 16/20 | 39     | −19          |
| 2022/23                              | 1    | 17/20 | 36     | –23          |
| 2023/24                              | 1    | 15/20 | 40     | –11          |
| 2024/25                              | 1    | 13/20 | 48     | –02          |

Nach der Saison verließ Ancelotti vorzeitig den Verein, um zu Real Madrid zurückzukehren. Sein Nachfolger wurde der ehemalige Cheftrainer des Erzrivalen FC Liverpool, Rafael Benítez. Nebst Ancelotti verließ auch Superstar James Rodriguez den Verein nach nur einem Jahr wieder und ging zum Al-Rayyan SC in Katar. Durch die hohen Ausgaben der letzten Jahre konnte Benitez aufgrund der Financial-Fairplay-Regel nur eine geringe Summe in neue Spieler investieren. So wurden hauptsächlich ablösefreie Spieler wie Andros Townsend verpflichtet. Auf einen ganz ordentlichen Saisonstart (drei Siege und ein Remis in den ersten vier Spielen) folgte eine tiefe Krise. Unter anderem schied man bereits in der 2. Runde des League Cups gegen die Queens Park Rangers im Elfmeterschießen aus und in der Liga verlor man nahezu jedes Spiel. Der Abschwung hing auch mit vielen Verletzungen zusammen, welche die geringe Kadertiefe der Toffees auf die Probe stellten. Nach einer deutlichen 1:4-Niederlage im Derby gegen Liverpool verkündete der Sportdirektor Marcel Brands seinen Rücktritt und nach einer 1:2-Niederlage gegen den Tabellenletzten Norwich City musste auch Benítez seinen Cheftrainer-Sessel am 16. Januar 2022 nach nicht einmal sieben Monaten im Amt räumen. Der Club hatte zu diesem Zeitpunkt nur noch sechs Punkte Vorsprung auf die Abstiegsränge.
Am 31. Januar wurde Chelsea-Legende Frank Lampard als neuer Trainer vorgestellt, nachdem zuvor erneut Duncan Ferguson als Interimstrainer übernommen hatte. Am 25. Februar wurde Kevin Thelwell, der zuvor bei den New York Red Bulls in der Major League Soccer gearbeitet hatte, als neuer Sportdirektor verpflichtet. Durch wichtige Siege, unter anderem gegen Newcastle United und den FC Chelsea, konnte Lampards Team die Liga knapp halten und die Saison auf dem 16. Platz beenden. Dennoch schaute man am Ende auf die schlechteste Everton-Saison seit 49 Jahren zurück.
Die Saison 2022/23, für die seitens der Vereinsführung ein großer Umbruch angekündigt wurde, startete kaum vielversprechender. Während der Hinrunde war Lampards Team fast ausschließlich im unteren Tabellendrittel zu finden. Wie schon in der Vorsaison zeigte die Anhängerschaft in den sozialen Medien und durch Fan-Proteste lautstark ihren Unmut gegenüber der Vereinsführung. Im Heimspiel gegen Southampton mussten sogar Präsident Bill Kenwright und Geschäftsführerin Denise Barrett-Baxendale dem Goodison Park aus Sicherheitsgründen fern bleiben. Kenwright soll zuvor unter anderem Morddrohungen erhalten haben. Am 23. Januar 2023 wurde Frank Lampard entlassen. Zuvor hatten die Toffees 5 ihrer 6 Pflichtspiele seit Wiederaufnahme des Spielbetriebs nach der WM verloren und waren auf einen Abstiegsplatz abgerutscht.
Am letzten Tag des Wintertransferfensters wurde der ehemalige Burnley-Trainer und Abstiegskampfexperte Sean Dyche als Nachfolger vorgestellt. Im ersten Spiel unter Dyche gelang den Toffees ein Überraschungssieg gegen Tabellenführer Arsenal. Am letzten Spieltag wurde mit einem 1:0 zuhause gegen Aufsteiger Bournemouth der Klassenerhalt erreicht.
Die Saison 2023/24 wurde von einem Punkteabzug durch Verstöße gegen das Financial Fairplay der Premier League überschattet. Den Toffees wurden insgesamt 8 Punkte abgezogen, was den Verein abermals in akute Abstiegsnot brachte. Mit einem unbesiegten Lauf gegen Saisonende, zu der auch ein Derby-Heimsieg gegen Meisterkandidat Liverpool zählte, konnte allerdings bereits am 35. Spieltag der Klassenerhalt gefeiert werden.
In der Hinrunde 2024/25 holten die Toffees gerade einmal drei Siege, was insbesondere an der schwachen Offensive lag. Die Vereinsführung reagierte mit der Entlassung von Sean Dyche zu Beginn des neuen Jahres. Als Nachfolger wurde erneut David Moyes präsentiert. Unter Moyes gab es eine sofortige Leistungssteigerung. Die Offensive wurde deutlich gefährlicher und so holte Everton in den ersten sechs Ligaspielen unter Moyes vier Siege. Die Saison konnte schließlich auf dem 13. Tabellenplatz abgeschlossen werden.

## Spielstätten

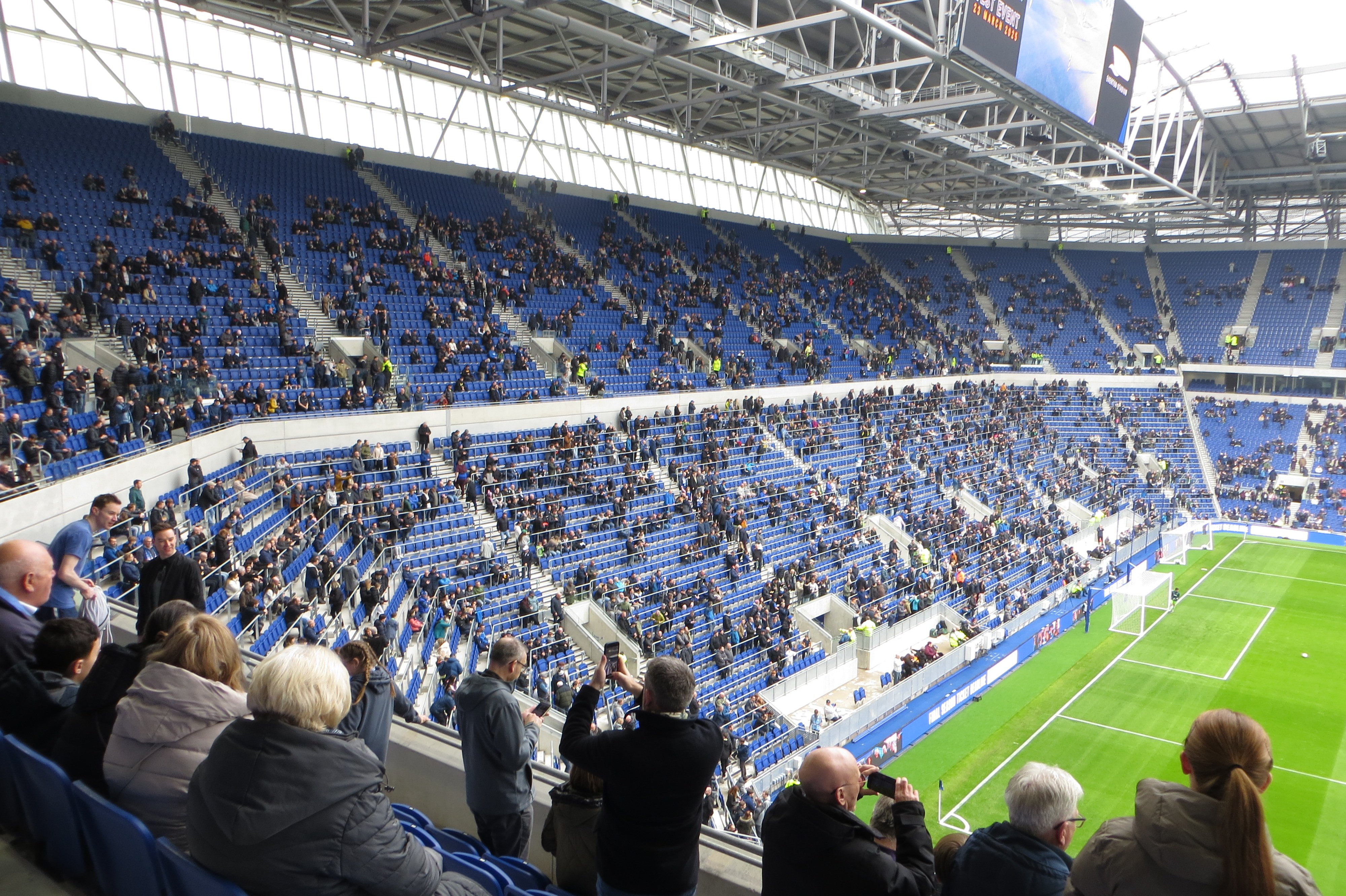
Die Innenansicht des Hill Dickinson Stadium

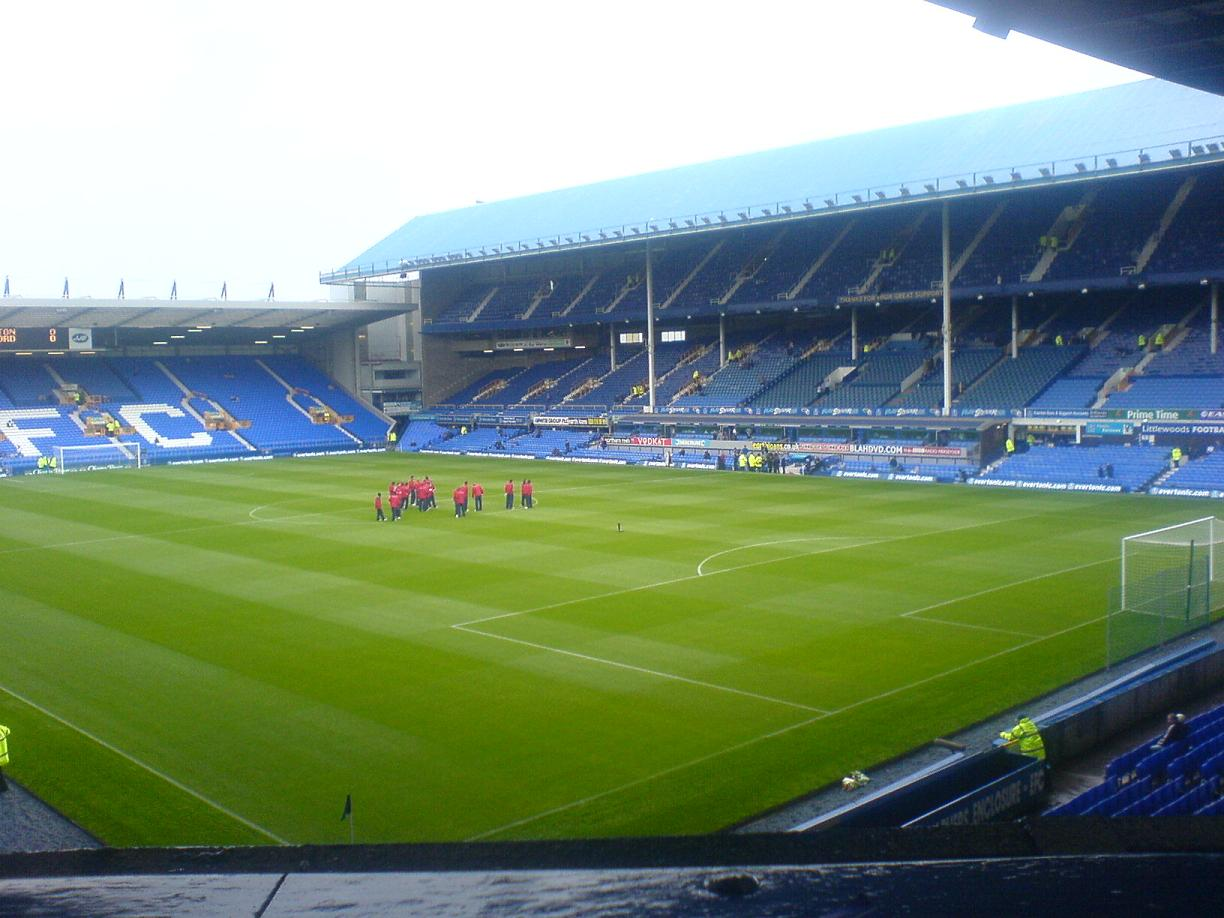
Die Innenansicht des Goodison Park

Der FC Everton hatte ursprünglich seine sportliche Heimat im südöstlichen Teil des Stanley Parks. Im Jahre 1879 fand dort das erste offizielle Spiel statt und drei Jahre später stiftete ein Mann mit dem Namen J. Cruitt dem Klub etwas Land an der Priory Road. Dort fand der Klub sein neues Zuhause, bevor er 1884 nach Anfield umzog. Bis 1892 absolvierte der FC Everton hier seine Heimspiele. Im Jahre 1892 spaltete ein Streit zwischen zwei Lagern den Verein und es wurde eine rivalisierende Mannschaft gegründet. Der neue Verein, der sich „Liverpool Football Club“ nannte, blieb in Anfield und Everton wechselte in den Goodison Park, der bis zum heutigen Tage die Heimspielstätte ist.
Im Goodison Park wurde bis heute mehr Erstligafußball gespielt, als in jedem anderen Stadion des Vereinigten Königreichs. Er war zudem das einzige Vereinsstadion, in dem bei der WM 1966 ein Halbfinalspiel ausgetragen wurde und die erste englische Spielstätte, die über eine Rasenheizung und Doppeldecker-Tribünen zu allen Spielfeldseiten hin verfügte – danach besaß das Stadion auch die erste „Drei-Ränge-Tribüne“. Goodison war zudem das weltweit erste Stadion mit einer Kirche, wobei sich diese Stätte für den Evangelisten Lukas in der Ecke zwischen der Haupttribüne und dem Gwladys Street End befindet. Die Spieler laufen vor einer Begegnung im Goodison Park zu der Titelmelodie der britischen Fernsehserie „Z-Cars“ ins Stadion ein. Die Melodie „Johnny Todd“ ist ein traditionelles Kinderlied aus Liverpool, das 1890 von Frank Kidson geschrieben wurde und in dem die Geschichte eines Seemanns erzählt wird, der während einer Seereise von seiner Geliebten betrogen wird.
Seit 1996 wurden vermehrt Stimmen im Vereinsumfeld laut, die einen Umzug in ein „neues Goodison“ befürworteten. Im Rahmen von Umbaumaßnahmen im Hafengebiet King’s Dock wurde dazu im Jahr 2000 ein Vorschlag erarbeitet, dort ein 55.000 Zuschauer umfassendes reines Sitzplatzstadion zu errichten (anfänglich war eine Kapazität von 60.000 anvisiert worden). Da es dem FC Everton aber nicht gelang, den dafür notwendigen Beitrag in Höhe von 30 Millionen Pfund zu generieren, um das Stadionprojekt zur Hälfte zu finanzieren, wurden 2003 die Pläne endgültig fallen gelassen. Im Jahr 2004 verhandelte die Vereinsführung des FC Everton auf Anraten der örtlichen Kommunalbehörden mit dem FC Liverpool, mit dem Ziel einer Beteiligung an dem neuen Stadionbauprojekt im Stanley Park. Die Gespräche scheiterten jedoch letztlich an der Eigentümerfrage. Während der FC Everton eine paritätische Aufteilung anstrebte, bestand der FC Liverpool auf seine alleinige Eigentümerschaft. Am 11. Januar 2005 ließ der FC Liverpool offiziell wissen, dass eine Aufteilung des Stadions für ihn keine Option darstelle und dass man die Pläne für ein eigenes Stadion fortsetzen werde. Am 16. Juni 2006 verkündete der FC Everton, dass man in Verhandlungen mit dem Verwaltungsbezirk Knowsley und der Tesco-Gesellschaft stehe, um die Möglichkeiten für den Bau eines neuen 55.000 Zuschauer umfassenden reinen Sitzplatzstadions in Kirkby auszuloten.
In einer basisdemokratischen Entscheidung wandte sich die Vereinsführung zudem an seine Anhänger, die in einer Abstimmung über den Umzug nach Kirkby urteilen sollten. Insgesamt 59,27 % der Pro-Stimmen sorgten dafür, dass die Verhandlungen fortgesetzt wurden. Dennoch kündigte der Verein am 6. August 2008 eine weitere öffentliche Untersuchung zum Projekt an, die das mögliche Bauvorhaben um mindestens ein weiteres Jahr verzögerte.
Nach dem Scheitern der vorherigen Stadionprojekte, schöpften die Toffees 2014 neue Hoffnung in der Stadionfrage: Der Club identifizierte den Walton Hall Park in Liverpool als potenziellen Standort für einen Neubau, nur einen Steinwurf vom Goodison Park entfernt gelegen. Das neue Stadion sollte eine Kapazität von 50.000 Plätzen haben und rund 200 Mio. Pfund kosten.
Im Jahr 2015 gab es allerdings noch immer keine konkreten Pläne. 2021 wurde schließlich der Bau des Hill Dickinson Stadium als neue Heimstätte des Verein vom Stadtrat von Liverpool genehmigt und im selben Jahr begonnen. Der Bau des 500 Mio. Pfund teuren Stadions im historischen Hafengelände sorgte allerdings für Kritik und führte zum Verlust des UNESCO-Welterbestatus von Liverpools Hafengelände.
Am 18. Mai 2025 spielte Everton sein letztes Heimspiel im Goodison Park gegen den FC Southampton. Das Stadion wird jedoch nicht abgerissen, sondern seit der Saison 2025/26 von der ersten Frauenmannschaft von Everton als Heimspielstätte genutzt.
Die Trainingsstätte des FC Everton trägt den Namen „Finch Farm“ und beheimatet seit Oktober 2007 sowohl die erste Mannschaft als auch die vereinseigene Akademie. Finch Farm befindet sich im Vorort Halewood und ist eine für rund 9,5 Millionen Pfund erbaute und über 50 Jahre geleaste Anlage, wobei der FC Everton nach Ablauf von fünf Jahren eine Kaufoption realisieren kann. Finch Farm bietet unter anderem zehn Spielfelder in Originalgröße, wozu ein Kunstrasenplatz und eine originalgetreue Nachbildung des Rasens im Goodison Park zählen. Zuvor hatte der Klub seit 1965 auf der Trainingsanlage in Bellefield seine Heimat.

## Zuschauerschnitt seit der Saison 1975/76
Der höchste Zuschauerschnitt des FC Everton im Goodison Park stammt aus der First-Division-Saison 1977/78 mit 39.498 Besuchern. Der niedrigste Schnitt wurde in der First Division 1983/84 erzielt. Nur 19.288 Fans kamen pro Spiel in den Goodison Park. 1992 wurde die Premier League als höchste englische Spielklasse eingeführt und löste die First Division ab.
- 1975/76: 27.155 (First Division)
- 1976/77: 29.938 (First Division)
- 1977/78: 39.498 (First Division)
- 1978/79: 35.136 (First Division)
- 1979/80: 28.624 (First Division)
- 1980/81: 26.112 (First Division)
- 1981/82: 24.672 (First Division)
- 1982/83: 20.310 (First Division)
- 1983/84: 19.288 (First Division)
- 1984/85: 30.417 (First Division)
- 1985/86: 32.388 (First Division)
- 1986/87: 32.977 (First Division)
- 1987/88: 27.782 (First Division)
- 1988/89: 27.620 (First Division)
- 1989/90: 26.353 (First Division)
- 1990/91: 25.127 (First Division)
- 1991/92: 23.141 (First Division)
- 1992/93: 20.455 (Premier League)
- 1993/94: 22.868 (Premier League)
- 1994/95: 30.894 (Premier League)
- 1995/96: 35.424 (Premier League)
- 1996/97: 36.188 (Premier League)
- 1997/98: 35.355 (Premier League)
- 1998/99: 36.203 (Premier League)
- 1999/2000: 34.828 (Premier League)
- 2000/01: 34.131 (Premier League)
- 2001/02: 34.004 (Premier League)
- 2002/03: 38.481 (Premier League)
- 2003/04: 38.837 (Premier League)
- 2004/05: 36.834 (Premier League)
- 2005/06: 36.860 (Premier League)
- 2006/07: 36.214 (Premier League)
- 2007/08: 36.955 (Premier League)
- 2008/09: 35.667 (Premier League)
- 2009/10: 36.725 (Premier League)
- 2010/11: 35.934 (Premier League)
- 2011/12: 33.228 (Premier League)
- 2012/13: 36.356 (Premier League)
- 2013/14: 37.732 (Premier League)
- 2014/15: 38.406 (Premier League)
- 2015/16: 38.124 (Premier League)
- 2016/17: 39.310 (Premier League)
- 2017/18: 38.797 (Premier League)
- 2018/19: 38.780 (Premier League)

## Anhängerschaft des Vereins
Der FC Everton besitzt eine große Anzahl von Anhängern und befindet sich in Bezug auf den durchschnittlichen Zuspruch bei den eigenen Heimspielen stetig unter den besten zehn Vereinen in England. Die meisten Besucher stammen aus dem Nordwesten Englands und dort vorrangig aus der Verwaltungseinheit Merseyside und der Grafschaft Cheshire. Neben weitreichenden Anhängerteilen aus dem Norden von Wales und aus Irland besitzt der FC Everton weltweit mitgliederreiche Fanklubs, darunter in Nordamerika, Singapur und Thailand. In jüngerer Vergangenheit erwarb sich der Verein auch einen deutlichen Fan-Zuwachs in Australien, der hauptsächlich auf den einheimischen Mittelfeldspieler Tim Cahill zurückzuführen war, der zwischen 2004 und 2012 beim FC Everton unter Vertrag stand. Die offizielle Anhängervereinigung des FC Everton trägt den Namen „Evertonia“, und zu seinen zahlreichen Fanzines zählen When Skies are Grey und Speke from the Harbour, die an Spieltagen im Goodison Park verkauft werden.
Zu den beliebtesten Fangesängen, die von Everton-Anhängern im Stadion angestimmt werden, zählt It’s a grand old team, das eine Abwandlung des Celtic Songs von Celtic Glasgow darstellt. Gelegentlich wurde die Rivalität zum FC Liverpool mit der in Glasgow zwischen Celtic und den Rangers verglichen und eine ähnliche konfessionelle Trennung zwischen Everton mit katholisch-irischen Wurzeln und dem eher schottisch-protestantischen FC Liverpool vermutet. Dem steht jedoch die Tatsache gegenüber, dass beide Vereine methodistische Wurzeln haben und die Anhängerschaft in der Stadt nicht derart weitgehend religiös unterteilt ist. Die Rivalität zwischen den Anhängern beider Vereine gilt zudem als äußerst friedlich, wodurch die Duelle auch als „Friendly Derby“ bekannt wurden. Dessen ungeachtet verschärfte sich die Konkurrenz seit der Heysel-Katastrophe wieder ein wenig, da wegen der langjährigen Sperre für englische Fußballvereine der letzten Meistermannschaft des FC Everton die Gelegenheit zur Teilnahme am europäischen Landesmeisterwettbewerb genommen wurde. Im Vergleich zu allen anderen Stadtderbys in der Premier League sahen die am „Merseyside Derby“ beteiligten Spieler die meisten roten Karten.
Es gibt auch mehrere aktive Online-Foren für Anhänger des Clubs, das bekannteste ist www.grandoldteam.com mit Stand heute (Mai 2016) gut 28.000 Mitgliedern.

## Finanzsituation und Eigentümerfrage
Der FC Everton wird von dem Unternehmen „The Everton Football Club Company Limited“ betrieben, wobei die 35.000 Aktienanteile statt an öffentlichen Börsen über die in Liverpool ansässige „Blankstone Sington Limited“ auf Anfrage gehandelt werden können. Mit Ablauf des zum 31. Mai 2007 endenden Geschäftsjahrs befanden sich 23.524 Anteile in Besitz des Vorstands, wovon wiederum Bill Kenwright alleine 8.754 besaß. Die Unternehmensgruppe „The Everton Football Club Company Limited (Group)“, wozu noch die beiden 100 %-Töchter „Goodison Park Stadium Limited“ als Stadionbetreibergesellschaft und die „Everton Investments Limited“ als Anleihenherausgeber gehören, erwirtschaftete im genannten Geschäftsjahr auf konsolidierter Ebene einen Verlust von 9,4 Millionen Pfund bei einem gleichzeitigen Gesamtumsatz in Höhe von 51,4 Millionen Pfund. Die Umsätze setzten sich hauptsächlich aus TV- und Rundfunkgeldern (27,5 Millionen Pfund), Spieltageinnahmen (17,1 Millionen Pfund) sowie Sponsoren- und Werbeeinnahmen (4,6 Millionen Pfund) zusammen. Der Klub wies zum Bilanzstichtag ein negatives Eigenkapital von rund 20 Millionen Pfund aus, wobei trotz eines bis dahin kumulierten Verlusts in Höhe von 48 Millionen Pfund die Personalausgaben mit 38,4 Millionen Pfund noch einmal eine Steigerung zum Vorjahreszeitraum um 4 % erfuhren. Das Wirtschaftsmagazin Forbes bewertete die Mannschaft des FC Everton im April 2008 mit 98 Millionen Pfund und stufte den Klub in einer Weltrangliste der weltweit wertvollsten Fußballteams auf Rang 21 ein.
Im Gegensatz zu vielen großen englischen Fußballvereinen, darunter der FC Chelsea, der FC Liverpool und Manchester United, befand sich der FC Everton lange Zeit nicht konkret im Fokus potentieller Großinvestoren. Obwohl der Verein für Spielerverpflichtungen zwischen 2005 und 2008 gleich vier Mal seinen eigenen Ablösesummenrekord durchbrach, äußerte sich der Vorsitzende Kenwright im September 2008 hinsichtlich der dauerhaften Konkurrenzfähigkeit und der finanziellen Situation pessimistisch und grundsätzlich bereit, den FC Everton an einen ausreichend solventen Milliardär zu veräußern. Ein gleichzeitiger Auftrag zur Suche nach einem neuen Eigentümer wurde an Keith Harris, der bereits den Verkauf von Aston Villa an Randy Lerner begleitete, erteilt, es kristallisierte sich jedoch kein konkretes und adäquates Übernahmeangebot heraus.
Ende 2015 wurden Verhandlungen mit einer Investorengruppe um John Jay Moores und Charles Noell bekannt, welche mit Anteilen von geschätzten 270 Mio. Euro in den Verein einsteigen wollten. Im Februar 2016 wurden stattdessen 49,9 % der Aktienanteile an den britisch-iranischen Milliardär Farhad Moshiri verkauft, welcher hierzu kurz zuvor seine Beteiligungen am FC Arsenal verkauft hatte. Ein Großteil der Aktien stammten aus dem Besitz von Robert Earl, der mit dem Verkauf seine Teilhaberschaft am Verein beendete. Die übrigen Anteile stammen überwiegend von den beiden anderen Hauptinvestoren, womit sich die Beteiligungen von Bill Kenwright und Jon Woods auf etwa 12 % und 9 % reduzierten, Bill Kenwright verblieb jedoch zunächst in der Rolle des Vereinsvorsitzenden.
Seit der Übernahme durch Moshiri gab der FC Everton etwa 500 Millionen Pfund für neue Spieler aus. Im Jahr 2018 erhöhte Moshiri seinen Anteil auf 68,6 %, ein Jahr später auf 77,2 %. Im Januar 2023 gab Moshiri bekannt, seine Anteile am FC Everton verkaufen zu wollen. Eine zunächst geplante Übernahme durch das US-amerikanische Investmentunternehmen 777 Partners kam nicht zustande. Im Dezember 2024 wurde der Verkaufsprozess an die Friedkin Group von Dan Friedkin, der auch der italienische Fußballverein AS Rom gehört, erfolgreich abgeschlossen.

## Vereinswappen
Zum Abschluss der Saison 1937/38 schlug der Sekretär und spätere Trainer Theo Kelly den Entwurf einer „Vereins-Krawatte“ vor. Sie sollte in dem typischen Blau des FC Everton gehalten sein und der Klub beauftragte Kelly mit dem Design eines Wappens, das zusätzlich auf der Krawatte abgebildet werden sollte. Über vier Monate arbeitete Kelly an dieser Aufgabe, bevor er sich auf die Darstellung des Prince Rupert’s Tower im Zentrum festlegte, der sich wiederum in der Mitte des Stadtteils Everton befindet.
Der Turm war bereits seit seiner Errichtung im Jahr 1787 eng mit der Umgebung in Everton verbunden und wurde ursprünglich als Gefängnis verwendet. Er steht noch bis zum heutigen Tag in der Netherfield Road und zur Symbolisierung des Erfolgs platzierte Kelly auf beiden Seiten neben dem Turm zwei Lorbeerkränze. Dazu ergänzte er das lateinische Vereinsmotto „Nil Satis Nisi Optimum“, das mit „Nur das Beste ist gut genug“ übersetzt werden kann. Am ersten Tag der neuen Saison 1938/39 trugen sowohl Kelly als auch der damalige Vorsitzende E. Green erstmals die neu entworfene Krawatte.
Auf den Mannschaftstrikots des FC Everton selbst war ein Wappen lange nicht zu sehen. Zwischen 1922 und 1930 wurde erstmals eine Darstellung der Abkürzung „EFC“ eingearbeitet, bevor der Klub wieder zum Konzept rein blauer Trikots zurückkehrte. Im Jahr 1973 fand die Abkürzungsdarstellung wieder ihren Weg zurück auf die Hemden, bevor 1980 das von Kelly entworfene Wappen seine Premiere auf dem Trikot feierte und von dort bis heute nicht mehr verschwand.
Im Jahr 2013 präsentierte der Club ein neues Wappen, das moderner sein sollte und den Prince Ruperts Tower realistischer abbilden sollte. Das Logo kam bei den Anhängern der Toffees aber sehr schlecht an, in Umfragen sagten über 90 % der Fans, dass ihnen das neue Design nicht zusage. Der Club entschuldigte sich darauf und versprach, das neue Wappen nach der Saison 2013/14 wieder zu ersetzen. Schließlich entwickelte Everton zusammen mit den Fans drei potenzielle Designs für ein neues Wappen und ließ die Anhänger online über den Sieger abstimmen. 13.000 Anhänger beteiligten sich, und das Siegerwappen erhielt 78 % der Stimmen und wurde ab der Saison 2014/15 das neue, offizielle Wappen des Vereins.

## Vereinsfarben und -trikots
In den ersten Jahrzehnten der Vereinsgeschichte variierten die Trikotfarben des FC Everton mehr oder weniger häufig. Ursprünglich trat die Mannschaft in blau-weiß gestreiften Hemden an. Als aber neue Spieler immer häufiger in ihren alten Trikots zu den Spielen erschienen, entschied sich der Klub für eine schwarze Spielkleidung. Damit sollten gleichsam die Kosten gesenkt und ein etwas professionelleres Erscheinungsbild durchgesetzt werden. Damit der Auftritt nicht allzu „morbide“ wirkte, kam auf das schwarze Trikot ein scharlachroter Querstreifen.
Als der Klub 1892 den Goodison Park bezog, wechselten die Farben zunächst hin zu lachsfarbenen Trikots sowie blauen Hosen und später zu rubinroten Hemden und dunkelblauen Shorts. Die berühmten königsblauen Jerseys und weißen Hosen kamen erstmals in der Saison 1901/02 zum Einsatz und blieben dann bis heute die bevorzugte Kleidung. Seltene Variationen waren hellere Blautönungen in den Spielzeiten 1930/31 und 1997/98. Nach weitgehenden Protesten in der eigenen Anhängerschaft kehrte der Verein aber jeweils schnell zu den nun traditionellen Farben zurück. Die Spielkleidung bei Auswärtsspielen bestand zumeist aus bernsteinfarbenen Trikots mit entweder ebenfalls bernsteinfarbenen oder königsblauen Hosen, die in verschiedenen Ausprägungen in den 1960ern bis 1980ern verwendet wurden. In jüngerer Vergangenheit kamen zudem schwarze, weiße, graue und gelbe Auswärtsshirts zum Einsatz.
Die Farben in der Saison 2009/10 bestehen erneut aus einem königsblauen Trikot, weißen Hosen und weißen Stutzen. Wenn ein Gegner in komplett weißer Spielkleidung im Goodison Park gegen den FC Everton antritt, ist die Kleidung komplett königsblau. Bei eigenen Auswärtsspielen ist die Farbkombination tendenziell umgedreht mit grundsätzlich weißen Hemden und marineblauen Hosen und Strümpfen. Zu den Europapokalspielen und als weitere Ausweichfarbgebung für Ligaspiele wurde für die Auswärtspartien eine dritte Spielkleidung entworfen, deren Farbgebung teilweise erheblich von der Norm abweicht und von neongelb bis violett reicht.
| Historisch erste Heimspielkleidung | Histor. zweite Heimspielkleidung | Saison 2009/10: „Drittes“ Trikot |

Das Logo des Hauptsponsors Chang ist aktuell auf allen Trikots der „Toffees“ zu sehen. Als erster Verein in der Premier League setzte der FC Everton eine Empfehlung der Brauereivereinigung Portman Group um, Logos von alkoholischen Markennamen auf den Trikots zu entfernen, die über den offiziellen Fanartikelmarkt an Kinder verkauft werden. Eine Übersicht der bisherigen Ausrüster und Trikotsponsoren gibt folgende Tabelle:
| Zeitraum  | Ausrüster      | Trikotsponsor |
| --------- | -------------- | ------------- |
| 1974–1979 | Umbro          | keiner        |
| 1979–1983 | Umbro          | Hafnia        |
| 1983–1985 | Le Coq Sportif | Hafnia        |
| 1985–1986 | Le Coq Sportif | NEC           |
| 1986–1995 | Umbro          | NEC           |
| 1995–1997 | Umbro          | Danka         |
| 1997–2000 | Umbro          | One 2 One     |
| 2000–2002 | Puma           | One 2 One     |
| 2002–2004 | Puma           | Kejian        |
| 2004–2009 | Umbro          | Chang         |
| 2009–2012 | Le Coq Sportif | Chang         |
| 2012–2014 | Nike           | Chang         |
| 2014–2017 | Umbro          | Chang         |
| 2017–2020 | Umbro          | Sportpesa     |
| 2020–2022 | Hummel         | Cazoo         |
| seit 2022 | Hummel         | Stake.com     |

## Spitznamen
Der am weitesten verbreitete Spitzname des FC Everton lautet „The Toffees“ (deutsch: Karamell- oder Sahnebonbon) bzw. „The Toffeemen“. Es existieren mehrere Erklärungen für den Ursprung dieser Bezeichnung. Die wohl bekannteste Erklärung besagt, dass der Ursprung in dem in der Nähe des Goodison Parks gelegenen Süßigkeitengeschäft mit dem Namen „Mother Noblett’s Toffee Shop“ zu sehen ist. Dieser Laden hatte an Spieltagen mit seinen Süßigkeiten geworben und diese auch im Goodison Park verkauft, darunter Minzbonbons, die den Namen „Everton Mints“ trugen. Es entstand schnell die sogenannte „Toffee-Lady-Tradition“, bei der ein Mädchen vor Spielbeginn Everton Mints ins Publikum warf. Eine andere Version besagt, dass sich in der Nähe des Queen’s-Head-Hotels – in dem frühe Vereinssitzungen abgehalten wurden – ein Haus mit dem Namen „Ye Anciente Everton Toffee House“ befand. Mit dem Begriff „Toffee“ bezeichnete man auch umgangssprachlich Iren, die während der Jahrhundertwende einen immer größeren Bevölkerungsteil in Liverpool stellten und tendenziell mehr dem FC Everton als dem FC Liverpool anhingen.
Daneben hatte der FC Everton im Laufe seiner Vereinsgeschichte weitere Spitznamen. Als die Mannschaft vollständig schwarze Spielkleidung trug, entstand nach einem sehr bekannten Heeresregiment die Bezeichnung „The Black Watch“ (deutsch: „die Schwarze Wache“). Seitdem die Mannschaft im Jahre 1901 mit blauen Trikots auflief, verfestigte sich der einfache Name „The Blues“. Die attraktive Spielweise des Teams in den 1920er-Jahren veranlasste Steve Bloomer im Jahre 1928 zu der Aussage, die Everton-Mannschaft arbeite „wissenschaftlich“ (englisch: „scientific“), wodurch der Spitzname „The School of Science“ seine Inspiration fand. Als David Moyes die Trainertätigkeit beim Verein übernahm, rief er den Klub als „The People’s Club“ (deutsch: „der Klub des Volkes“) aus, was seitdem als halboffizieller Spitzname des Vereins gilt.

## Kader der Saison 2024/25
Stand: 30. April 2025
| Nr.        | Nat.                    | Name                  | Geburtstag | im Verein seit | Vertrag bis |
| Tor        | Tor                     | Tor                   | Tor        | Tor            | Tor         |
| ---------- | ----------------------- | --------------------- | ---------- | -------------- | ----------- |
| 01         | England                 | Jordan Pickford       | 07.03.1994 | 2017           | 2027        |
| 12         | Portugal                | João Virgínia         | 10.10.1999 | 2020           | 2025        |
| 31         | Bosnien und Herzegowina | Asmir Begović         | 20.06.1987 | 2024           | 2025        |
| Abwehr     |                         |                       |            |                |             |
| 02         | Schottland              | Nathan Patterson      | 16.10.2001 | 2022           | 2027        |
| 05         | England                 | Michael Keane         | 11.01.1993 | 2017           | 2025        |
| 06         | England                 | James Tarkowski       | 19.11.1992 | 2022           | 2026        |
| 15         | Irland                  | Jake O’Brien          | 15.05.2001 | 2024           | 2028        |
| 18         | England                 | Ashley Young          | 09.07.1985 | 2023           | 2025        |
| 19         | Ukraine                 | Witalij Mykolenko     | 29.05.1999 | 2022           | 2026        |
| 23         | Irland                  | Séamus Coleman        | 11.10.1988 | 2009           | 2025        |
| 32         | England                 | Jarrad Branthwaite    | 27.06.2002 | 2020           | 2027        |
| Mittelfeld |                         |                       |            |                |             |
| 08         | Belgien                 | Orel Mangala          | 18.03.1998 | 2024           | 2025        |
| 16         | Mali                    | Abdoulaye Doucouré    | 01.01.1993 | 2020           | 2025        |
| 24         | Argentinien             | Carlos Alcaraz        | 30.11.2002 | 2025           | 2025        |
| 27         | Senegal                 | Idrissa Gueye         | 26.09.1989 | 2022           | 2025        |
| 37         | England                 | James Garner          | 13.03.2001 | 2022           | 2026        |
| 42         | England                 | Tim Iroegbunam        | 30.06.2003 | 2024           | 2027        |
| Sturm      |                         |                       |            |                |             |
| 07         | England                 | Dwight McNeil         | 22.11.1999 | 2022           | 2027        |
| 09         | England                 | Dominic Calvert-Lewin | 16.03.1997 | 2016           | 2025        |
| 10         | Senegal                 | Iliman Ndiaye         | 06.03.2000 | 2024           | 2029        |
| 11         | England                 | Jack Harrison         | 20.11.1996 | 2023           | 2025        |
| 14         | Guinea-Bissau           | Beto                  | 31.01.1998 | 2023           | 2027        |
| 17         | Portugal                | Youssef Chermiti      | 24.05.2004 | 2023           | 2027        |
| 22         | Albanien                | Armando Broja         | 10.09.2001 | 2024           | 2025        |
| 29         | Danemark                | Jesper Lindstrøm      | 29.02.2000 | 2024           | 2025        |

## Trainerchronik
Stand: 15. Mai 2025. Nur offizielle Spiele wurden berücksichtigt.
Legende:
- Nat. = Nationalität
- P = Spiele
- S = Siege
- U = Unentschieden
- N = Niederlagen
- Sieg % = Siegquote in Prozent

| Name                       | Nat.         | Von           | Bis           | P   | S   | U   | N   | Sieg % |
| -------------------------- | ------------ | ------------- | ------------- | --- | --- | --- | --- | ------ |
| W. E. Barclay              | Ire          | Aug. 1888     | Mai 1889      | 22  | 9   | 2   | 11  | 40,9   |
| Dick Molyneux              | Engländer    | Aug. 1889     | Mai 1901      | 386 | 194 | 64  | 128 | 50,3   |
| William C. Cuff            | Engländer    | Aug. 1901     | Mai 1918      | 577 | 275 | 110 | 192 | 47,7   |
| W. J. Sawyer               | Engländer    | Aug. 1918     | Mai 1919      | 0   | 0   | 0   | 0   | 0,0    |
| Thomas H. McIntosh         | Engländer    | Aug. 1919     | Mai 1935      | 719 | 286 | 179 | 254 | 39,8   |
| Komiteemitglieder          | –            | Mai 1935      | Juni 1939     | 180 | 76  | 36  | 68  | 42,2   |
| Theo Kelly                 | Engländer    | Juni 1939     | 1. Sep. 1948  | 100 | 38  | 19  | 43  | 38,0   |
| Cliff Britton              | Engländer    | 1. Sep. 1948  | 1. Feb. 1956  | 344 | 125 | 92  | 127 | 36,3   |
| Ian Buchan                 | Schotte      | 1. Feb. 1956  | 1. Okt. 1958  | 116 | 38  | 24  | 54  | 32,8   |
| Johnny Carey               | Ire          | 1. Okt. 1958  | 15. Apr. 1961 | 122 | 51  | 22  | 49  | 41,8   |
| Harry Catterick            | Engländer    | 22. Apr. 1961 | 7. Apr. 1973  | 594 | 276 | 157 | 161 | 46,5   |
| Tom Eggleston (interim)    | Engländer    | 12. Apr. 1973 | 28. Mai 1973  | 6   | 1   | 2   | 3   | 16,7   |
| Billy Bingham              | Nordire      | 25. Aug. 1973 | 8. Jan. 1977  | 172 | 64  | 55  | 53  | 37,2   |
| Steve Burtenshaw (interim) | Engländer    | 10. Jan. 1977 | 30. Jan. 1977 | 4   | 0   | 2   | 2   | 0,0    |
| Gordon Lee                 | Engländer    | 1. Feb. 1977  | 4. Mai 1981   | 234 | 92  | 72  | 70  | 30,8   |
| Howard Kendall             | Engländer    | 29. Aug. 1981 | 11. Mai 1987  | 338 | 183 | 78  | 77  | 54,1   |
| Colin Harvey               | Engländer    | 1. Sep. 1987  | 30. Okt. 1990 | 170 | 72  | 52  | 46  | 42,4   |
| Jimmy Gabriel (interim)    | Schotte      | 3. Nov. 1990  | 3. Nov. 1990  | 1   | 1   | 0   | 0   | 100,0  |
| Howard Kendall             | Engländer    | 10. Nov. 1990 | 4. Dez. 1993  | 162 | 63  | 40  | 59  | 38,9   |
| Jimmy Gabriel (interim)    | Schotte      | 8. Dez. 1993  | 3. Jan. 1994  | 7   | 0   | 1   | 6   | 0,0    |
| Mike Walker                | Waliser      | 8. Jan. 1994  | 5. Nov. 1994  | 35  | 6   | 11  | 18  | 17,1   |
| Joe Royle                  | Engländer    | 21. Nov. 1994 | 27. März 1997 | 123 | 48  | 39  | 36  | 39,0   |
| Dave Watson (interim)      | Engländer    | 5. Apr. 1997  | 11. Mai 1997  | 7   | 1   | 3   | 3   | 14,3   |
| Howard Kendall             | Engländer    | 9. Aug. 1997  | 10. Mai 1998  | 42  | 11  | 13  | 18  | 26,2   |
| Walter Smith               | Schotte      | 15. Aug. 1998 | 10. Apr. 2002 | 173 | 56  | 50  | 67  | 32,4   |
| David Moyes                | Schotte      | 16. Apr. 2002 | 30. Juni 2013 | 382 | 162 | 93  | 127 | 42,4   |
| Roberto Martínez           | Spanier      | 1. Juni 2013  | 12. Mai 2016  | 143 | 62  | 37  | 44  | 43,4   |
| David Unsworth (interim)   | Engländer    | 13. Mai 2016  | 14. Juni 2016 | 1   | 1   | 0   | 0   | 100,0  |
| Ronald Koeman              | Niederländer | 14. Juni 2016 | 23. Okt. 2017 | 58  | 24  | 14  | 20  | 41,4   |
| David Unsworth (interim)   | Engländer    | 24. Okt. 2017 | 30. Nov. 2017 | 8   | 2   | 1   | 5   | 25,0   |
| Sam Allardyce              | Engländer    | 30. Nov. 2017 | 16. Mai 2018  | 26  | 10  | 7   | 9   | 38,5   |
| Marco Silva                | Portugiese   | 31. Mai 2018  | 5. Dez. 2019  | 60  | 24  | 11  | 25  | 40,0   |
| Duncan Ferguson (interim)  | Schotte      | 5. Dez. 2019  | 21. Dez. 2019 | 4   | 1   | 3   | 0   | 25,0   |
| Carlo Ancelotti            | Italiener    | 21. Dez. 2019 | 30. Juni 2021 | 67  | 31  | 14  | 22  | 46,3   |
| Rafael Benítez             | Spanier      | 1. Juli 2021  | 16. Jan. 2022 | 22  | 7   | 4   | 11  | 31,8   |
| Duncan Ferguson (interim)  | Schotte      | 18. Jan. 2022 | 31. Jan. 2022 | 1   | 0   | 0   | 1   | 0,0    |
| Frank Lampard              | Engländer    | 31. Jan. 2022 | 23. Jan. 2023 | 44  | 12  | 8   | 24  | 27,3   |
| Sean Dyche                 | Engländer    | 31. Jan. 2023 | 9. Jan. 2025  | 84  | 26  | 26  | 32  | 30,9   |
| David Moyes                | Schotte      | 11. Jan. 2025 |               |     |     |     |     |        |

## Erfolge
Englische Meisterschaft: 9
- 1891, 1915, 1928, 1932, 1939, 1963, 1970, 1985, 1987

Englischer Pokal (FA Cup): 5
- 1906, 1933, 1966, 1984, 1995

Englischer „Supercup“ (Charity Shield): 9
- 1928, 1932, 1963, 1970, 1984, 1985, 1986 (geteilt), 1987, 1995

Europapokal der Pokalsieger: 1
- 1985

Florida Cup: 1
- 2021

## Reserve- und Jugendmannschaften

### Everton Reserves
Mit „Everton Reserves“ wird die offizielle zweite Mannschaft des FC Everton bezeichnet. Die Geschichte dieser Reservemannschaft reicht bis in das späte 19. Jahrhundert zurück. Zu der Zeit war es im englischen Fußball nicht ungewöhnlich, dass Ersatzspieler eines Vereins unter einem anderen Namen antraten und so wird heute angenommen, dass sich hinter den Partien der „Everton Swifts“ in der Saison 1886/87 die ersten Spiele einer zweiten Mannschaft des FC Everton finden. Erstmals im Rahmen eines organisierten Ligabetriebs agierte in der Saison 1890/91 eine Mannschaft mit dem Namen „Everton Athletic“ in der im Vorjahr neu geschaffenen „Liverpool and District League“ – auch hier wird gemutmaßt, dass sich dahinter die Reservespieler des FC Everton verbargen.
Zur Spielzeit 1891/92 schloss sich die Reservemannschaft der 1890 gegründeten nationalen Liga „The Combination“ an und dominierte diese in der Folgezeit. Bis 1899 gewannen die Everton Reserves, wie sie sich nun auch offiziell nannten, in jedem Jahr die Meisterschaft. Die Ausnahme bildete nur die Saison 1894/95, als die zweite Everton-Mannschaft in der „Lancashire Combination“ spielte, dort aber ebenso den Titel errang. In der Lancashire Combination spielten die Everton Reserves dann dauerhaft ab 1899, und, obwohl sie dort die absolute Vorherrschaft verloren, langte es in den nun folgenden zwölf Spielzeiten noch zu fünf Meisterschaften. Gemeinsam mit Ersatzteams anderer renommierter Vereine aus dem Norden Englands und den Midlands bildeten die Everton Reserves zur Spielzeit 1911/12 mit der „Central League“ eine neue regionale Liga, die später ihr Gegenstück in der südenglischen „London Combination“ fand, aus der dann wiederum die „Football Combination“ wurde. Lange Zeit spielten die Everton Reserves in der Central League und gewannen bis 1984 vier Titel. Als nach der Aufstockung auf 32 Vereine aus der Central League ein zweistufiges Ligasystem wurde, agierten sie bis 1992 in der höherklassigen „Division One“ (ab 1990 offiziell nach dem Sponsor „Pontis Central League“ genannt). In der Saison 1991/92 mussten die Reservespieler des FC Everton ihren bis heute einzigen Abstieg hinnehmen, der jedoch umgehend mit dem Wiederaufstieg als Vizemeister der „Division Two“ repariert wurde. Nach der Rückkehr in die Division One der Central League, die dann ab der Saison 1996/97 „Premier Division“ hieß, spielten sie seit der Gründung der „Premier Reserve League“ im Jahr 1999 in der dazugehörenden Nordabteilung („Northern Division“). Seit dem Jahr 2012 spielen sie in der Premier League 2 und absolvieren ihre Heimspiele an der Haig Avenue, dem Stadion des Sechstligisten FC Southport. Der größten Erfolge in der jüngeren Vergangenheit waren der Gewinn der Premier League 2 in den Jahren 2018 und 2019.
Üblicherweise besteht die Reservemannschaft des FC Everton mittlerweile aus jungen Nachwuchsspielern der eigenen Akademie, die das 21. Lebensjahr noch nicht überschritten haben. Häufig wird dieses Team jedoch auch von etablierten Spielern aus der ersten Mannschaft vor allem dann genutzt, wenn sich diese beispielsweise nach einer Verletzungspause Spielpraxis besorgen wollen. Von 2014 bis 2022 wurde das Reserveteam von David Unsworth trainiert.
Erfolge
- Meister in „The Combination“: 7 (1892, 1893, 1894, 1896, 1897, 1898, 1899)
- Meister in der „Lancashire Combination“: 6 (1895, 1901, 1904, 1908, 1909, 1910)
- Meister in „The Central League“: 4 (1914, 1938, 1954, 1968)
- Meister in der FA Premier Reserve League North: 1 (2001)
- Meister in der Premier League 2: 2 (2017, 2019)
- Sieger des Premier League Cups: 1 (2019)

### Everton Academy
Die „Everton Academy“ wurde 1997 gegründet und bezeichnet die Jugendabteilung des Vereins. Sie betreut junge Talente ab dem Alter von sechs Jahren und umfasst unter anderem eine U-18-Auswahl, die aktuell in der Gruppe C der Premier Academy League antritt. Die größten Erfolge der Jugendarbeit des FC Everton stammen aus den Jahren 1965, 1984 und 1998, als die „Nachwuchs-Toffees“ jeweils den FA Youth Cup gewannen. Verantwortlich für die Nachwuchsabteilung zeichnet der „Academy Manager“ Ray Hall, zu dessen Trainerstab der ehemalige Spieler Kevin Sheedy als Betreuer für Spieler zwischen 17 und 19 Jahren zählt. Zu den bekanntesten Absolventen der Everton Academy zählen Wayne Rooney, Richard Dunne, Michael Ball, Gavin McCann, Francis Jeffers und in jüngerer Vergangenheit Shkodran Mustafi, Ross Barkley, Eric Dier und Anthony Gordon.
Erfolge
- Sieger des FA Youth Cups: 3 (1965, 1984, 1998)
- Meister der Premier Academy League: 1 (2011)

## Soziales Engagement: „Everton in The Community“
Im Jahr 1988 wurde mit „Everton in The Community“ (EiTC) ein regionales Sozialprojekt ins Leben gerufen, das der FC Everton seither als Hauptsponsor begleitet. Die gemeinnützige Organisation, die seit 2004 eine eingetragene karitative Organisation ist, wird von einem Verwaltungsrat angeführt, der zu gleichen Teilen aus Vereinsmitgliedern des FC Everton und unabhängigen Personen besteht.
Zu den bekanntesten Aktivitäten zählt das Schulprojekt „Healthy Schools Bus“, in dem Schüler der Merseyside über die Vorteile gesunder Ernährung und eines aktiven Lebensstil überzeugt werden sollen. Dazu kommen weitere Initiativen für den Behindertensport im Fußball, für die EiTC 2008 mit einem Zuschuss in Höhe von 250.000 Pfund belohnt wurde und im April 2008 mit einem neuen Projekt in Shanghai international ausgebaut wurden. Über den Sport hinaus engagiert sich EiTC in sozialen Projekten gegen Obdachlosigkeit, Drogenmissbrauch und Altersarmut und unterstützt Asylsuchende und Flüchtlinge. In präventiver Hinsicht ist EiTC vor allem für das Programm „Kickz“ bekannt, das über den Fußball versucht, das Sozialverhalten in Liverpool zu fördern.
Aus dem EiTC-Projekt entstanden Frauenfußballmannschaften aller Altersklassen, von denen die Seniorenmannschaft als Everton LFC in der ersten englischen Liga agiert. In der höchsten britischen Basketball-Liga spielt zudem mit den Everton Tigers eine Mannschaft, die der FC Everton 2007 im Rahmen einer Kooperation mit den „Toxteth Tigers“ unter dem Dach von EiTC ins Leben rief.

## Frauenfußball

### Geschichte

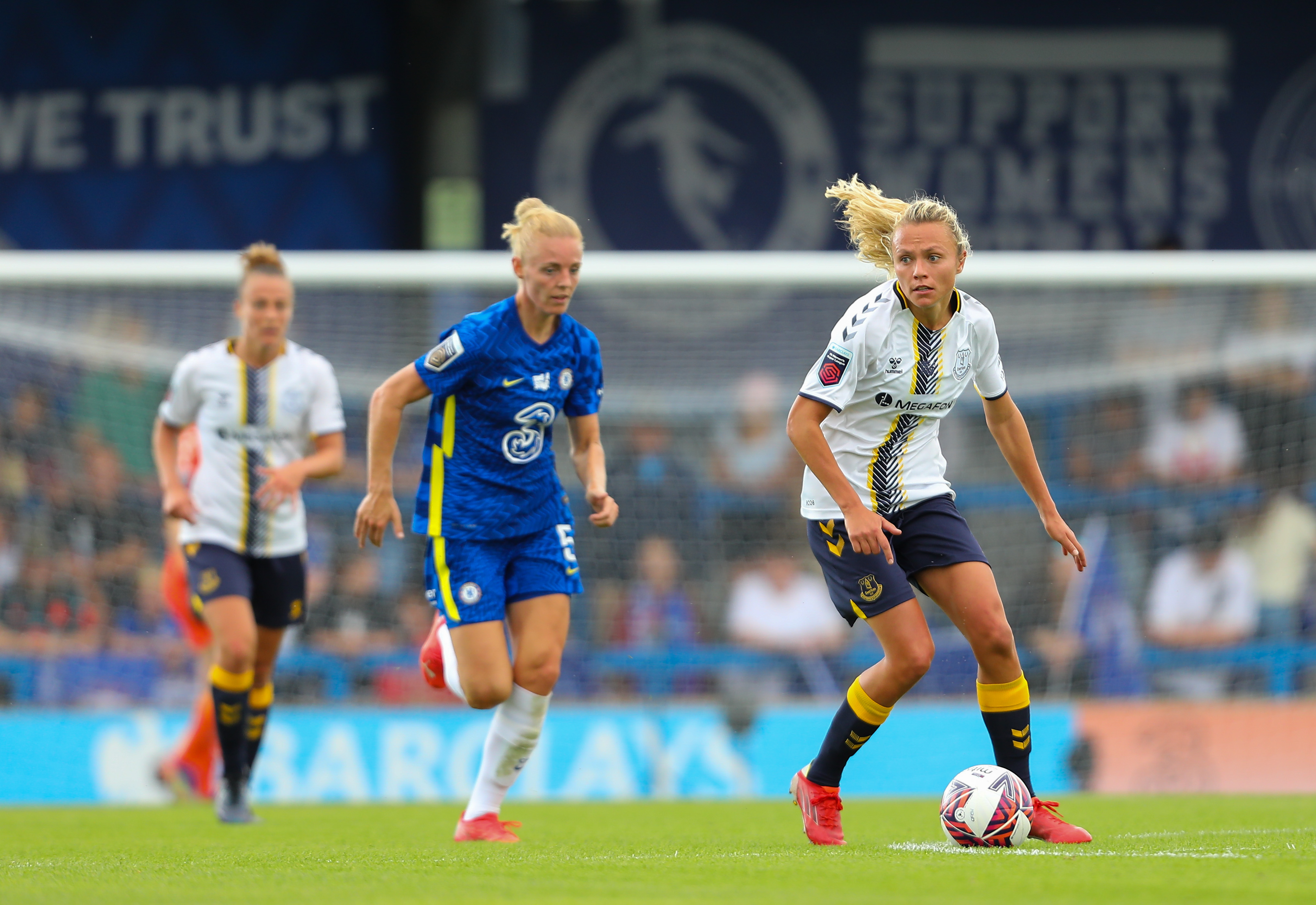
Everton gegen Chelsea (2021)

Die Frauenfußballabteilung des FC Everton (bis 2019 Everton Ladies Football Club, kurz: Everton LFC) gehört zu den erfolgreichsten Mannschaften im englischen Frauenfußball.
Der Verein startete 1983 als Hoylake WFC. Später vereinigte man sich mit den Dolphins YC zu Leasowe Pacific. 1988 erreichte man das Finale des FA Women’s Cup, verlor es jedoch mit 1:3 gegen die Doncaster Rovers Belles LFC Im nächsten Jahr (1989) stand die Mannschaft erneut im Pokalfinale und konnte nach einem 3:2 über das Frauenteam des AFC Wimbledon den ersten bedeutenden Titel feiern.
1995 wurde aus dem Verein schließlich der Everton LFC. 1998 holte die Mannschaft ihre bisher einzige Meisterschaft. 1997, 1999 und 2007 wurde die Elf Vizemeister. 2005 erreichte man zudem das Finale des FA Women’s Cup, verlor dies jedoch. Da der Arsenal LFC im Jahr 2007 den UEFA Women’s Cup gewann und auch die Meisterschaft holte, nahm Everton in der Saison 2007/08 am UEFA Women’s Cup teil und war damit erstmals im Europäischen Wettbewerb vertreten. Im Jahr 2009 war man zum ersten Mal in der nun umbenannten UEFA Women’s Champions League vertreten.
Nachdem der Verein in den Jahren 1997 und 1999 im Ligapokal das Endspiel erreicht hatte, gewann er 2008 nach einem 1:0-Finalsieg gegen den Arsenal LFC erstmals den „Premier League Cup“ und zwei Jahre später zum zweiten Mal den FA Women’s Cup; erneut mit einem Sieg (3:2) über Arsenal LFC.
2011 war Everton LFC eines von acht Gründungsmitgliedern der FA Women’s Super League, der neuen höchsten Spielklasse im englischen Frauenfußball.
Am Ende der Saison 2014 stieg Everton LFC nach 21 Jahren in der jeweils höchsten englischen Liga in die zweite Liga ab.
Zur Saison 2017/18 kehrte Everton zurück in die erste Liga.

### Ehemalige Spielerinnen
- Rachel Brown
- Rachel Unitt
- Jill Scott
- Fara Williams
- Emily Westwood
- Toni Duggan

### Erfolge
- Englischer Meister: 1 (1998)
- FA Women’s Cup: 2 (1989, 2010)
- Englischer Ligapokalsieger: 1 (2008)

### Stadion
Spielstätte der Everton Ladies ist seit der Saison 2025/26 der Goodison Park.

## Statistiken und Rekorde

### Spieler mit den meisten Einsätzen
Hinweis: nur offizielle Wettkämpfe inklusive Einwechslungen.

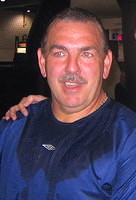
Der Torhüter Neville Southall ist mit 750 Einsätzen Rekordspieler des FC Everton.

| #  | Name             | Einsätze | Zeitraum             |
| -- | ---------------- | -------- | -------------------- |
| 1  | Neville Southall | 750      | 1981–1998            |
| 2  | Brian Labone     | 534      | 1957–1971            |
| 3  | Dave Watson      | 528      | 1986–2001            |
| 4  | Ted Sagar        | 500      | 1929–1953            |
| 5  | Kevin Ratcliffe  | 494      | 1980–1992            |
| 6  | Mick Lyons       | 472      | 1969–1982            |
| 7  | Jack Taylor      | 456      | 1896–1909            |
| 8  | Peter Farrell    | 453      | 1946–1957            |
| 9  | Graeme Sharp     | 447      | 1980–1991            |
| 10 | Dixie Dean       | 433      | 1925–1938            |
| 11 | Tommy Eglington  | 428      | 1946–1957            |
| 12 | Tommy E. Jones   | 411      | 1948–1961            |
| 13 | Wally Fielding   | 410      | 1945–1959            |
| 14 | Gordon West      | 402      | 1962–1975            |
| 14 | John Hurst       | 402      | 1964–1976            |
| 16 | Colin Harvey     | 387      | 1962–1974            |
| 17 | Tommy Wright     | 374      | 1964–1972            |
| 18 | Kevin Sheedy     | 369      | 1982–1992            |
| 19 | Brian Harris     | 360      | 1954–1966            |
| 20 | David Unsworth   | 350      | 1992–1997, 1998–2004 |

### Spieler mit den meisten Toren
Hinweis: nur offizielle Wettkämpfe – Die Anzahl der Einsätze versteht sich inklusive Einwechslungen.

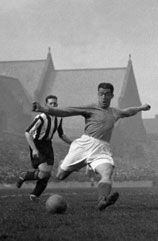
Dixie Dean ist mit 383 Toren für den FC Everton mit Abstand der erfolgreichste Torschütze in der Vereinsgeschichte.

| #  | Name               | Tore | Einsätze | Torquote |
| -- | ------------------ | ---- | -------- | -------- |
| 1  | Dixie Dean         | 383  | 433      | 0,88     |
| 2  | Graeme Sharp       | 159  | 426      | 0,37     |
| 3  | Bob Latchford      | 138  | 286      | 0,48     |
| 4  | Sandy Young        | 125  | 314      | 0,40     |
| 5  | Joe Royle          | 119  | 273      | 0,44     |
| 6  | Roy Vernon         | 111  | 203      | 0,55     |
| 6  | Dave Hickson       | 111  | 243      | 0,46     |
| 8  | Edgar Chadwick     | 110  | 300      | 0,37     |
| 9  | Tony Cottee        | 99   | 206      | 0,48     |
| 10 | Jimmy Settle       | 97   | 269      | 0,36     |
| 10 | Kevin Sheedy       | 97   | 357      | 0,27     |
| 12 | Alf Milward        | 96   | 224      | 0,43     |
| 13 | Adrian Heath       | 94   | 278      | 0,34     |
| 14 | Alex Stevenson     | 90   | 274      | 0,33     |
| 15 | John Willie Parker | 89   | 176      | 0,51     |
| 15 | Alex Young         | 89   | 272      | 0,33     |
| 17 | Fred Geary         | 86   | 98       | 0,88     |
| 18 | Derek Temple       | 84   | 276      | 0,30     |
| 19 | Tommy Eglington    | 82   | 428      | 0,19     |
| 20 | Jack Sharp         | 80   | 342      | 0,23     |
| 20 | Jack Taylor        | 80   | 456      | 0,18     |

### Vereinsrekorde

#### Tore
- Die meisten in einer Saison erzielten Meisterschaftstore – 121 in 42 Spielen, Second Division, Saison 1930/31
- Die wenigsten in einer Saison erzielten Meisterschaftstore – 34 in 38 Spielen, Premier League, Saison 2005/06
- Die meisten in einer Saison kassierten Meisterschaftstore – 92 in 42 Spielen, First Division, Saison 1929/30
- Die wenigsten in einer Saison kassierten Meisterschaftstore – 27 in 40 Spielen, First Division, Saison 1987/88

#### Spiele
- Debüts
  - Erstes Spiel – 20. Dezember 1879 6:0 Freundschaftsspiel gegen St. Peter’s
  - Erstes Meisterschaftsspiel – am 8. September 1888 1:1 gegen den FC Accrington
  - Erstes FA-Pokalspiel – am 12. November 1887 0:0 gegen die Bolton Wanderers[101]
  - Erstes Ligapokalspiel – 1960 3:1 gegen Accrington Stanley
  - Erstes Europapokalspiel – 25. September 1962 2:1 gegen Dunfermline Athletic
- Rekordsiege
  - Höchster Meisterschaftssieg – 9:1 am 3. September 1906 gegen Manchester City und am 27. September 1930 gegen Plymouth Argyle
  - Höchster Sieg im FA-Pokal – 11:2 am 18. Januar 1890 in der fünften Runde gegen Derby County
  - Höchster Sieg im Ligapokal – 8:0 am 29. August 1978 in der zweiten Runde gegen den FC Wimbledon
  - Höchster Premier-League-Sieg – 7:1 am 16. November 1996 gegen den FC Southampton und am 24. November 2007 gegen den FC Sunderland
  - Höchster Europapokalsieg – 6:1 am 21. Februar 2008 gegen Brann Bergen
- Rekordniederlagen
  - Höchste Meisterschaftsniederlage – 0:7 am 11. Mai 2007 gegen den FC Arsenal
  - Höchste Niederlage im FA-Pokal – 0:6 am 7. Januar 1922 gegen Crystal Palace
  - Höchste Premier-League-Niederlage – 0:7 am 11. Mai 2007 gegen den FC Arsenal
- Zuschauerrekorde
  - Höchste Zuschauerzahl bei einem Heimspiel – 78.229 am 18. September 1948 im Goodison Park gegen den FC Liverpool in einem Meisterschaftsspiel
  - Höchste Zuschauerzahl in einem Premier-League-Heimspiel – 40.552 am 11. Dezember 2004 gegen den FC Liverpool in der Saison 2004/05

### Sonstige Rekorde
- Jüngster eingesetzter Spieler – Jose Baxter im Alter von 16 Jahren und 191 Tagen gegen die Blackburn Rovers am 16. August 2008
- Ältester eingesetzter Spieler – Ted Sagar im Alter von 42 Jahren und 281 Tagen gegen Plymouth Argyle am 15. November 1952
- Die meisten Meisterschaftstore in einer Saison – 60 erzielt von Dixie Dean in der Saison 1927/28